# 警察總區

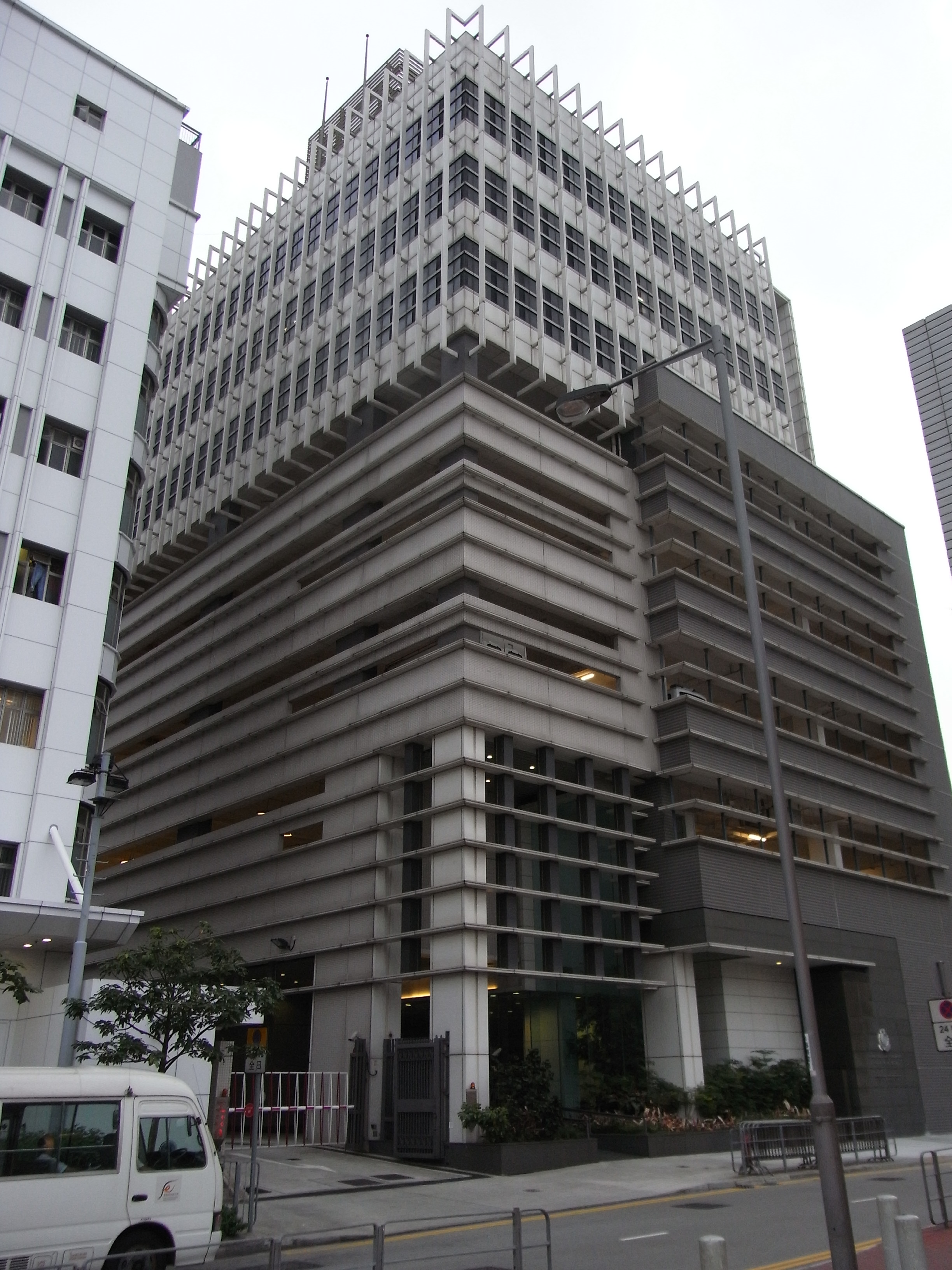
位於上環中港道的中區警區總部

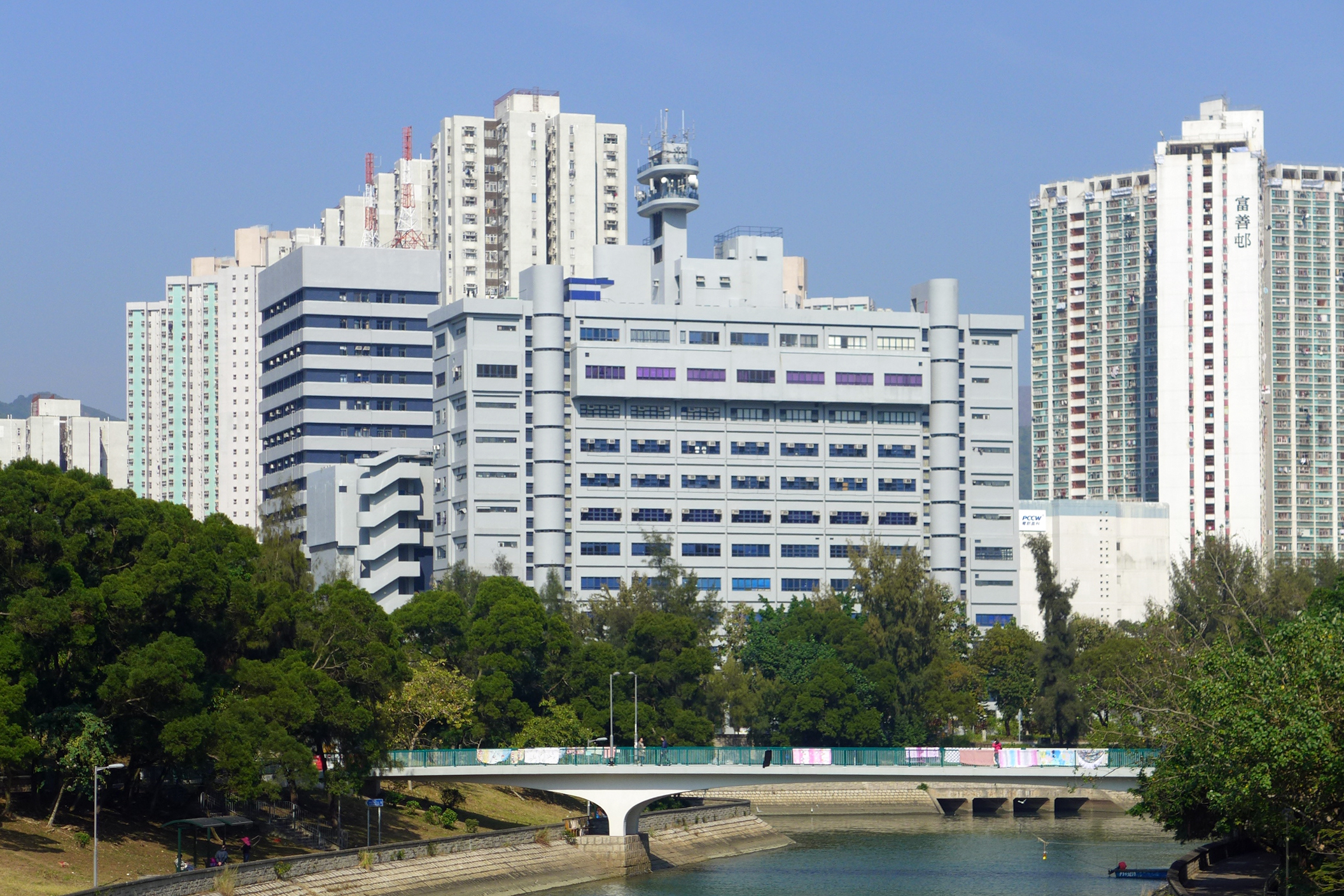
大埔區警察總部及大埔警署

警察總區（英語：Police Regions，簡稱，是香港警務處執行日常的警察事務，所劃出的行政區域，與香港行政區劃存在著一定差異。警察總區分為6個，分別為港島總區、東九龍總區、西九龍總區、新界北總區、新界南總區及水警總區，各由一名職級為警務處助理處長的總區指揮官帶領。總區下設警區（俗稱環頭，District，區指揮官為總警司），區下設分區（Division），（部份）分區下設警署分區（Sub Division）。每總區均有總部，對下每區均有警署（部分區更設有警區總部，如中區警區總部等。），對下每分區均有分區警署，部份分區更設有警崗、警察服務中心（目前有一所，屬於中區警區總部建築群。）、警察社區聯絡辦事處以至其他的警務設置，例如報案中心等。

## 歷史
香港開埠之初，香港地域只包括香港島，警察隊將香港島北岸稱為維多利亞城，劃分成四環，即西環、上環、中環和下環（即今灣仔與銅鑼灣），餘下地段再細分九約，大致由堅尼地城至銅鑼灣。數十年間在這些環內先後共設立過以號碼命名的9所差館（現稱警署），另設有較小型的差館，如坐落於香港仔、赤柱及薄扶林的差館沒有編號。
初時分為3區（District），包括香港島、九龍和新界，當時各區均由一名總警司擔任指揮官，後期再加上水警區。逐漸發展為現今的地域總區（Region）界線，並且以一名警務處助理處長擔任指揮官，此乃成形於1982年的重組計劃，並在1998年完成分拆新界南及新界北總區後，維持6個總區。

## 總區職務
各總區指揮官在日常警察事務上享有完全的自主權，並且負責實行總部所制定的政策和執行重點。香港警察總部對各總區作出行動支援提供資源，例如總區重案組、警察機動部隊大隊、衝鋒隊及總區轄下各個交通組，由總區指揮官根據該區的需要及行動職務決定分配。
全香港的24個警區均設有警署，提供24小時的前線服務，負責執行傳統的警察事務，包括：保護生命、保障財產、防止罪行、偵查罪案、維持治安及對災難等作出迅速回應。總區指揮及控制中心負責監控總區及區的資源調配，人員可透過巡邏通訊器系統，與總區指揮及控制中心保持聯繫，利用姓名索引系統、第三代車輛牌照及駕駛執照綜合資料電腦系統等相關警務系統獲取所需資訊。
相關參見 第三代指揮及控制通訊系統

## 警務設置
香港警務處由香港警察總部執帥，轄下每個警區均另設有總區總部（Headquarters），即5個陸上總區總部和一個水警總區總部；負責管理在總區層面上處理有關行動的問題和程序。

## 警察處所

### 港島總區
- 港島總區總部
  - 行政部
    - 東區裁判法院

  - 行動部
    - 總區指揮及控制中心
    - 港島總區衝鋒隊（警察總部堅偉樓）
    - 警察機動部隊港島總區大隊（北角基地）

  - 港島總區刑事總部
  - 港島交通部：筲箕灣道28號（筲箕灣報案中心）
    - 港島總區交通部調查及支援組
      - 交通意外調查組（筲箕灣報案中心）

    - 執行及管制組（跑馬地分區警署）
- 東區警區
  - 北角分區：渣華道343號
  - 柴灣分區：柴灣樂民道6號
  - 筲箕灣報案中心（開放時間﹕24 小時）[註 1]：香港筲箕灣道28號（如有聾人報案，聾人機構「龍耳」會提供即時視像手語傳譯服務。[4]）
- 灣仔警區
  - 灣仔警區總部：灣仔軍器廠街1號
  - 跑馬地分區：跑馬地成和道60號
- 中區警區[5]
  - 中區警區總部：上環中港道2號
  - 中區警察服務中心：中環荷李活道10號大館01座地下二層01-LG205舖
  - 山頂警署：山頂道92號
  - 禮賓府及政府總部
- 西區警區
  - 西區分區：德輔道西280號
  - 香港仔分區：黃竹坑道4號
    - 赤柱警署：赤柱赤柱村道77號

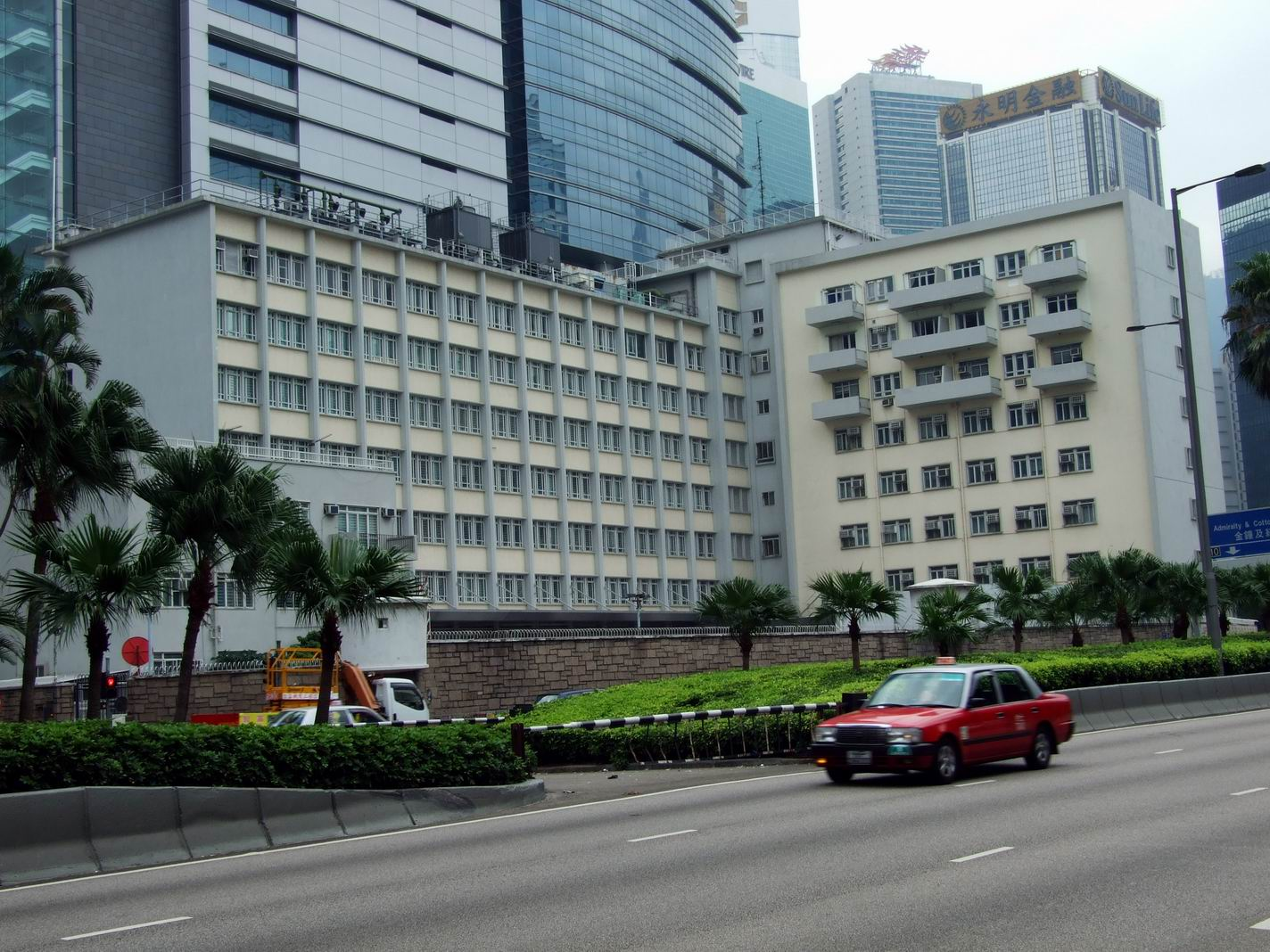
港島總區總部 （堅偉大樓）
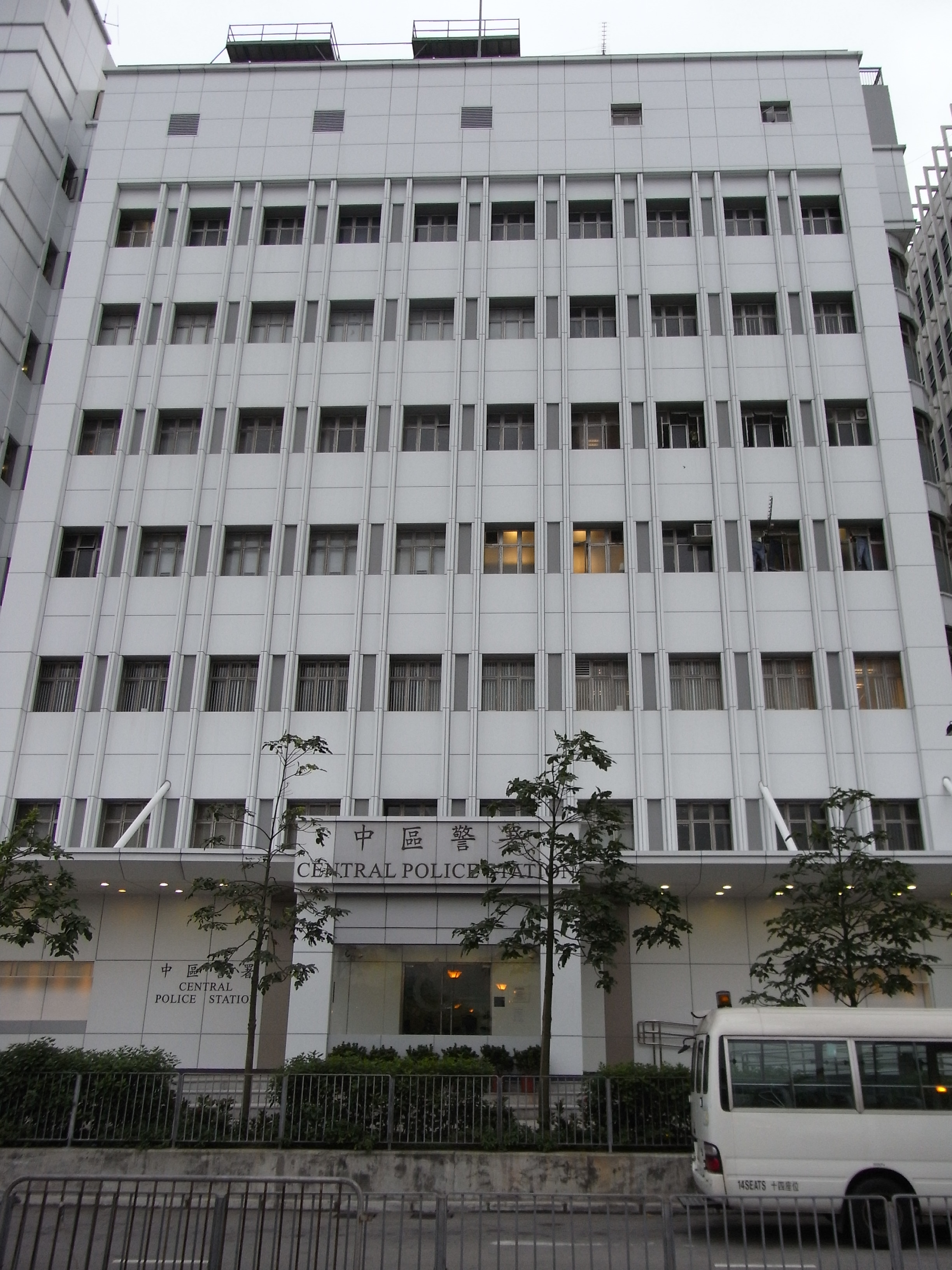
中區警署
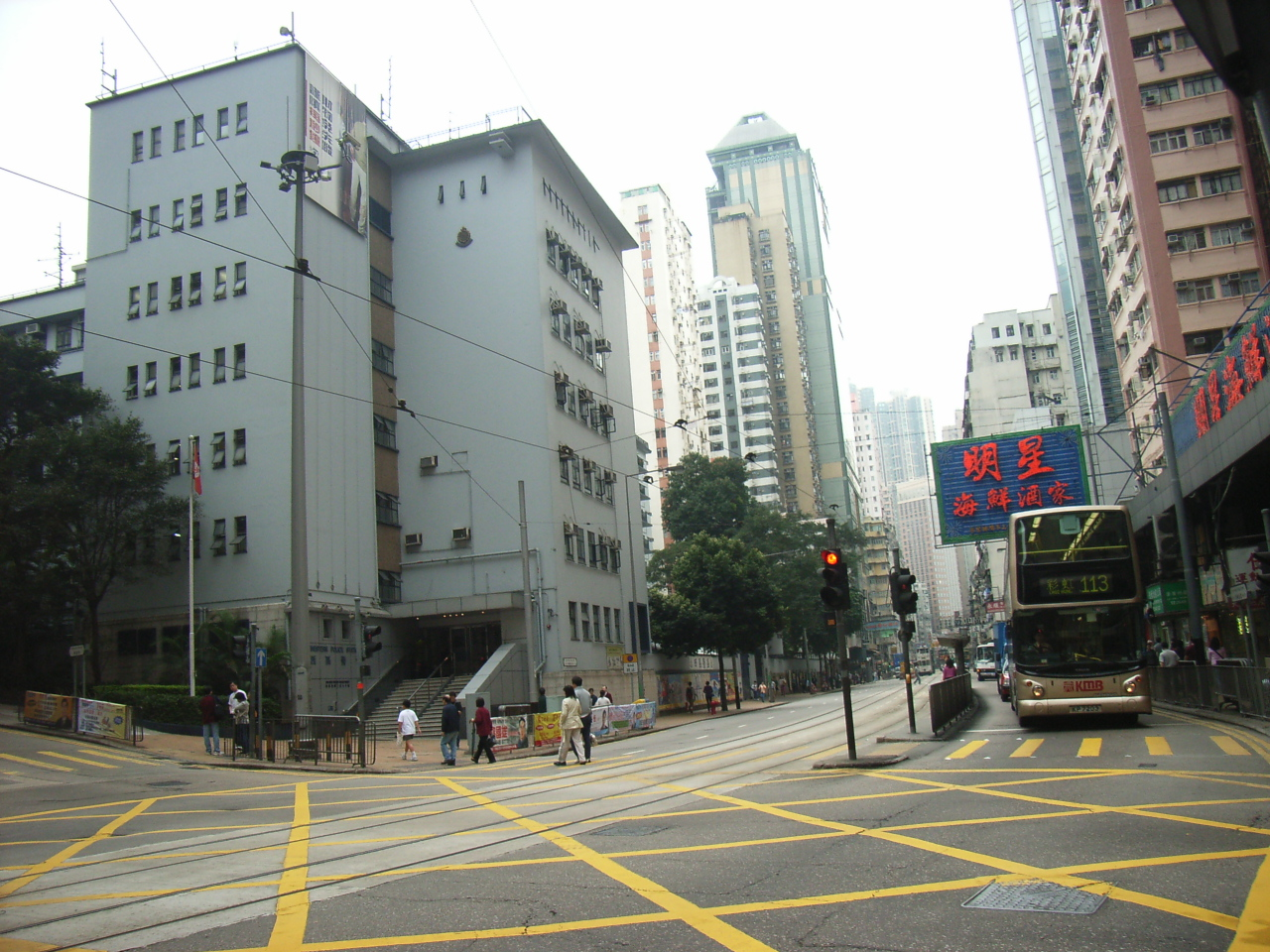
西區警署
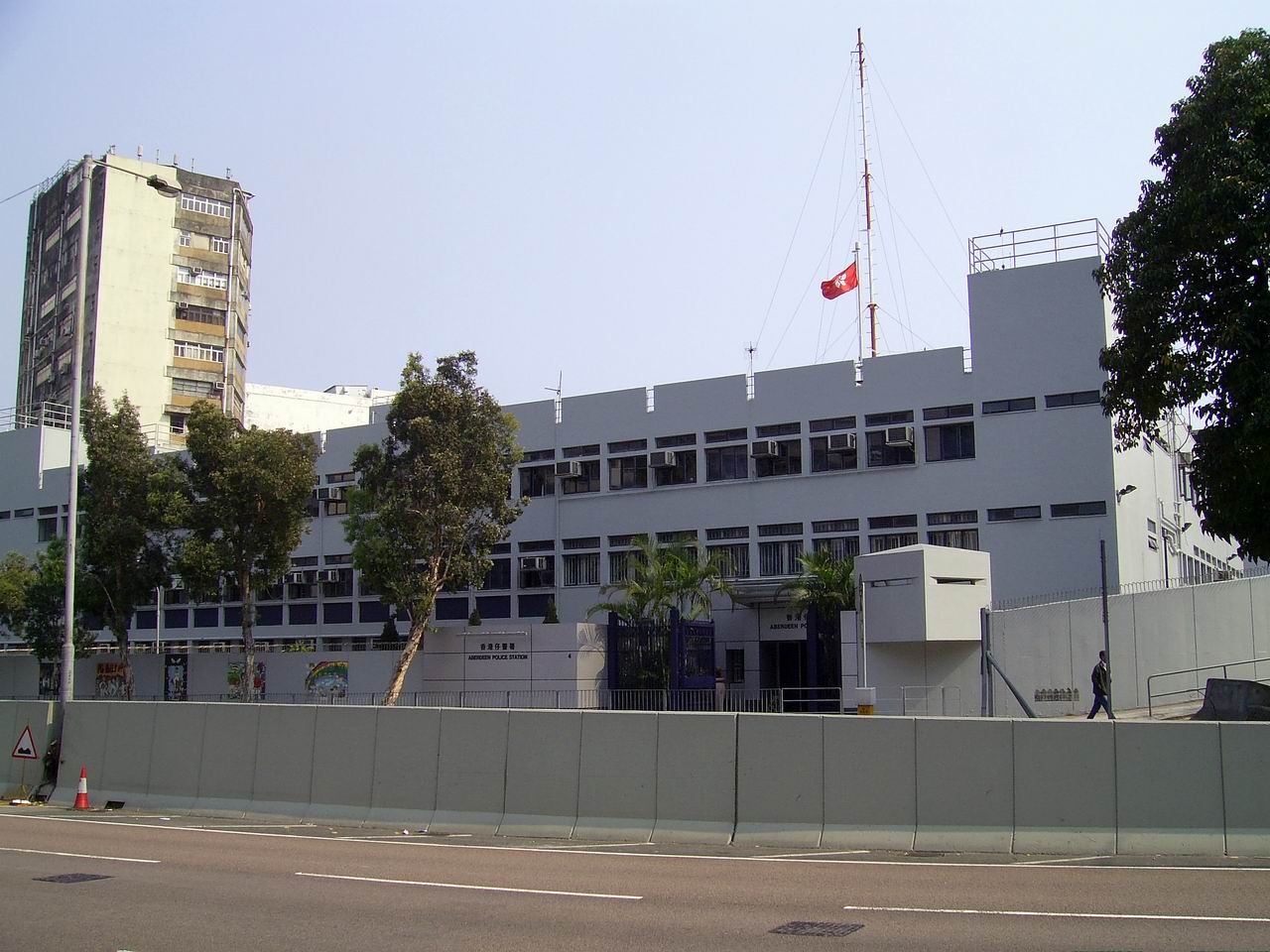
香港仔警署
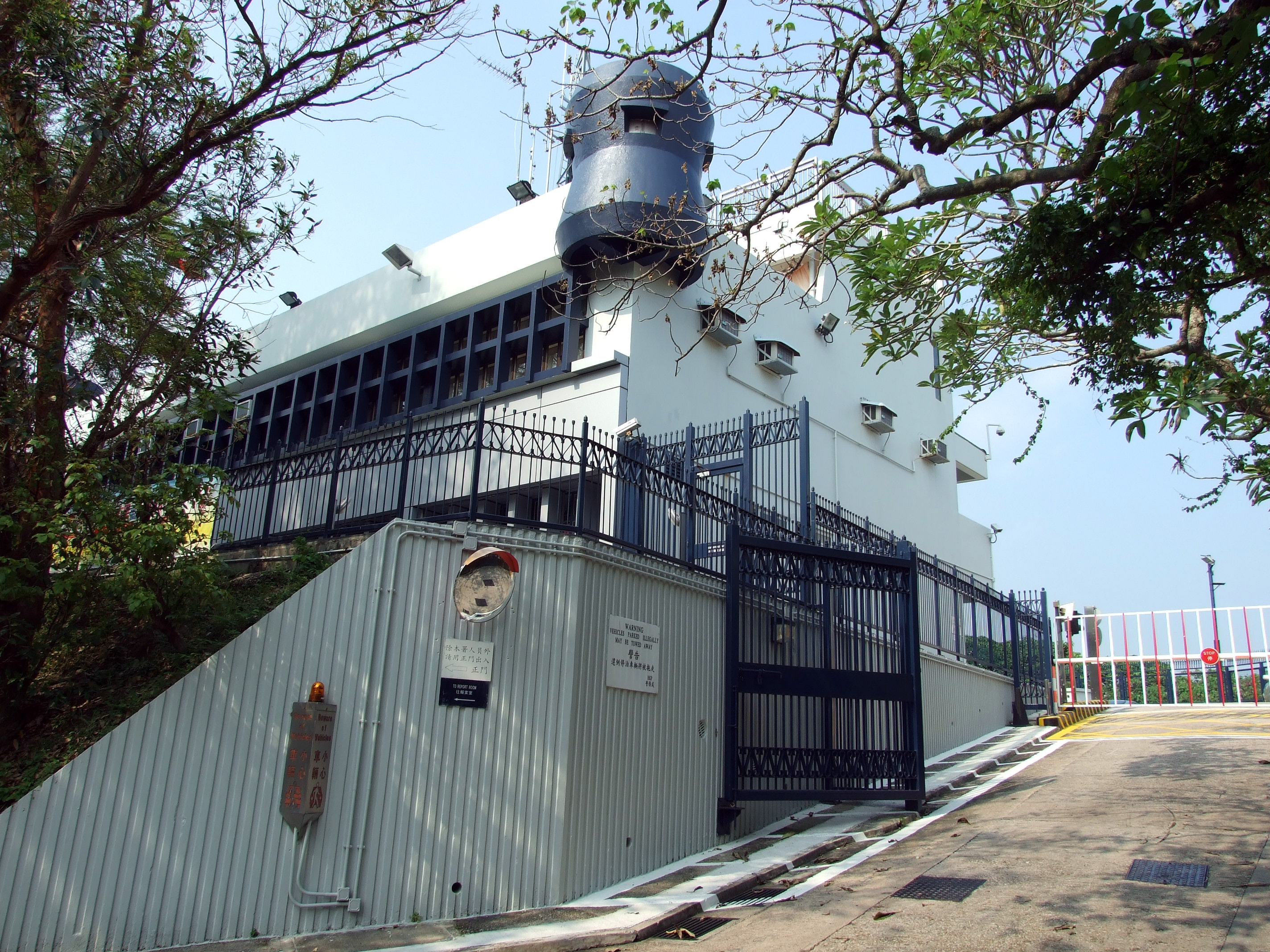
赤柱警署
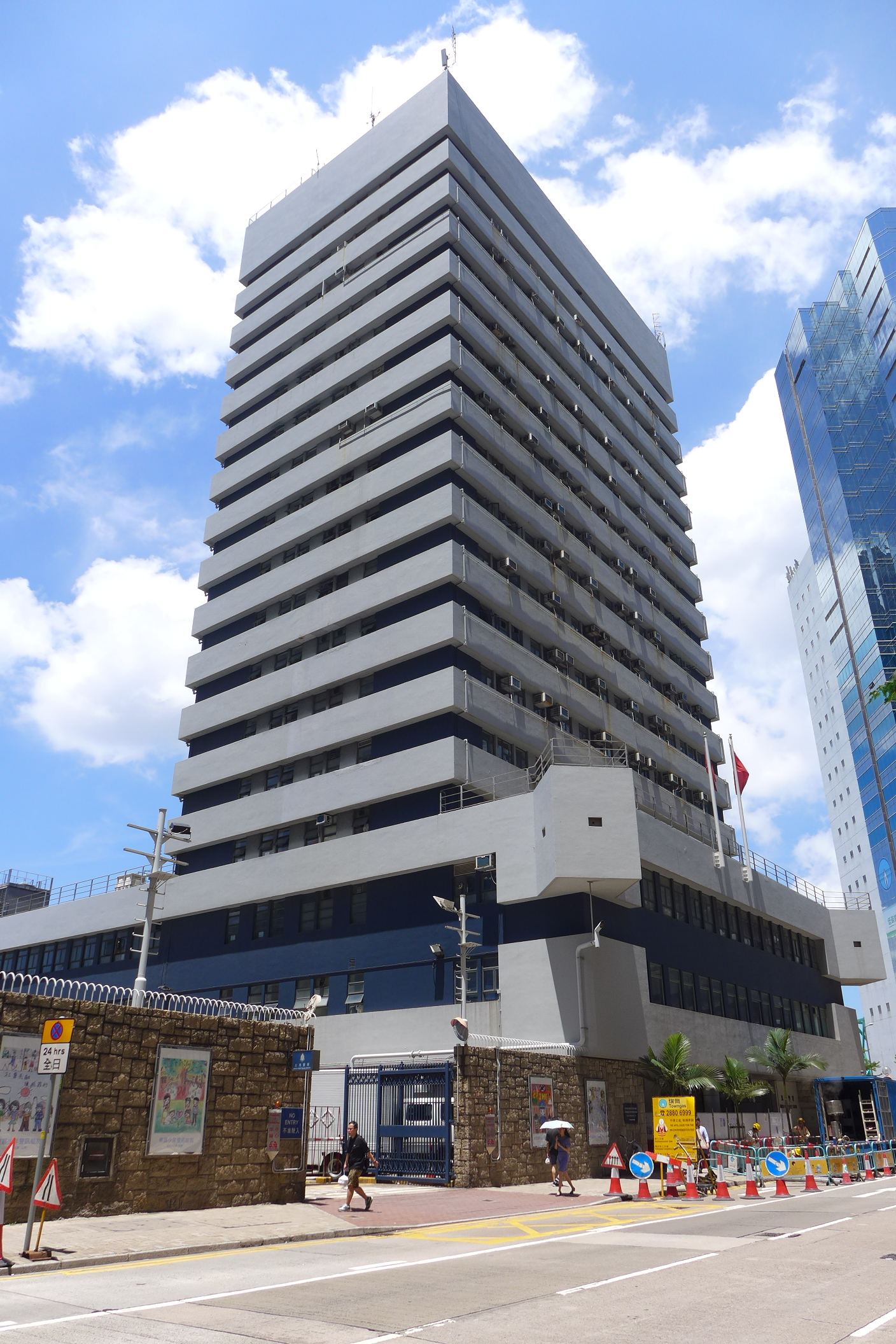
北角警署
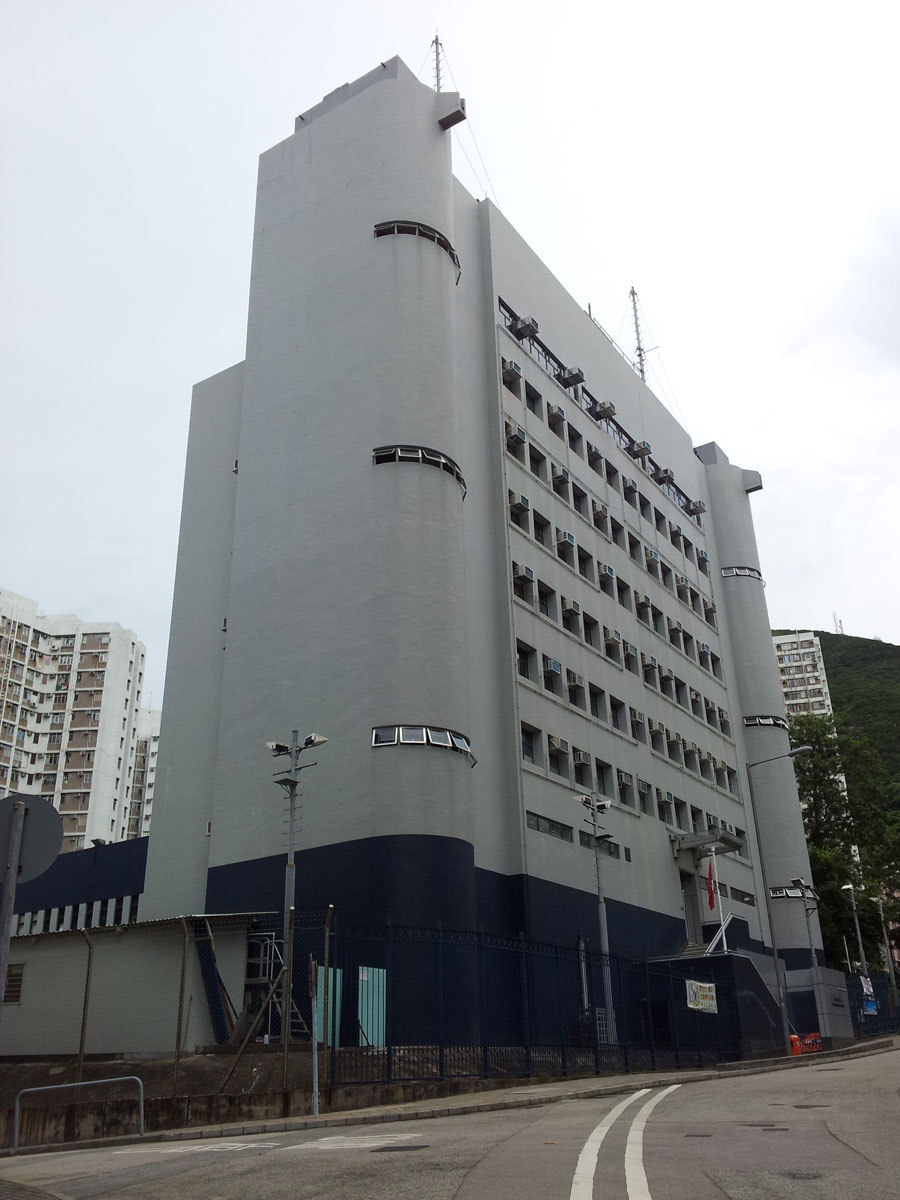
柴灣警署
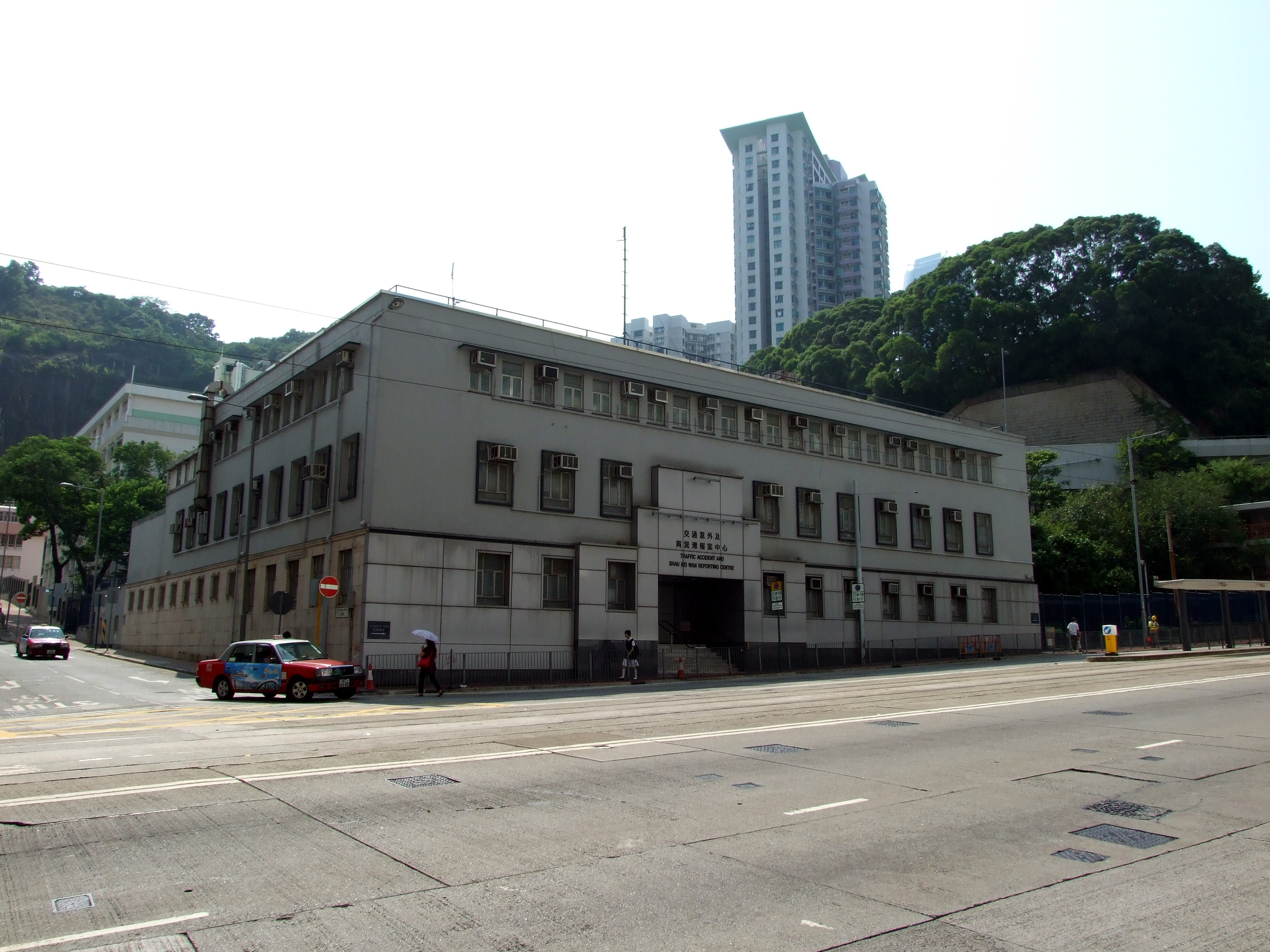
交通意外及筲箕灣報案中心
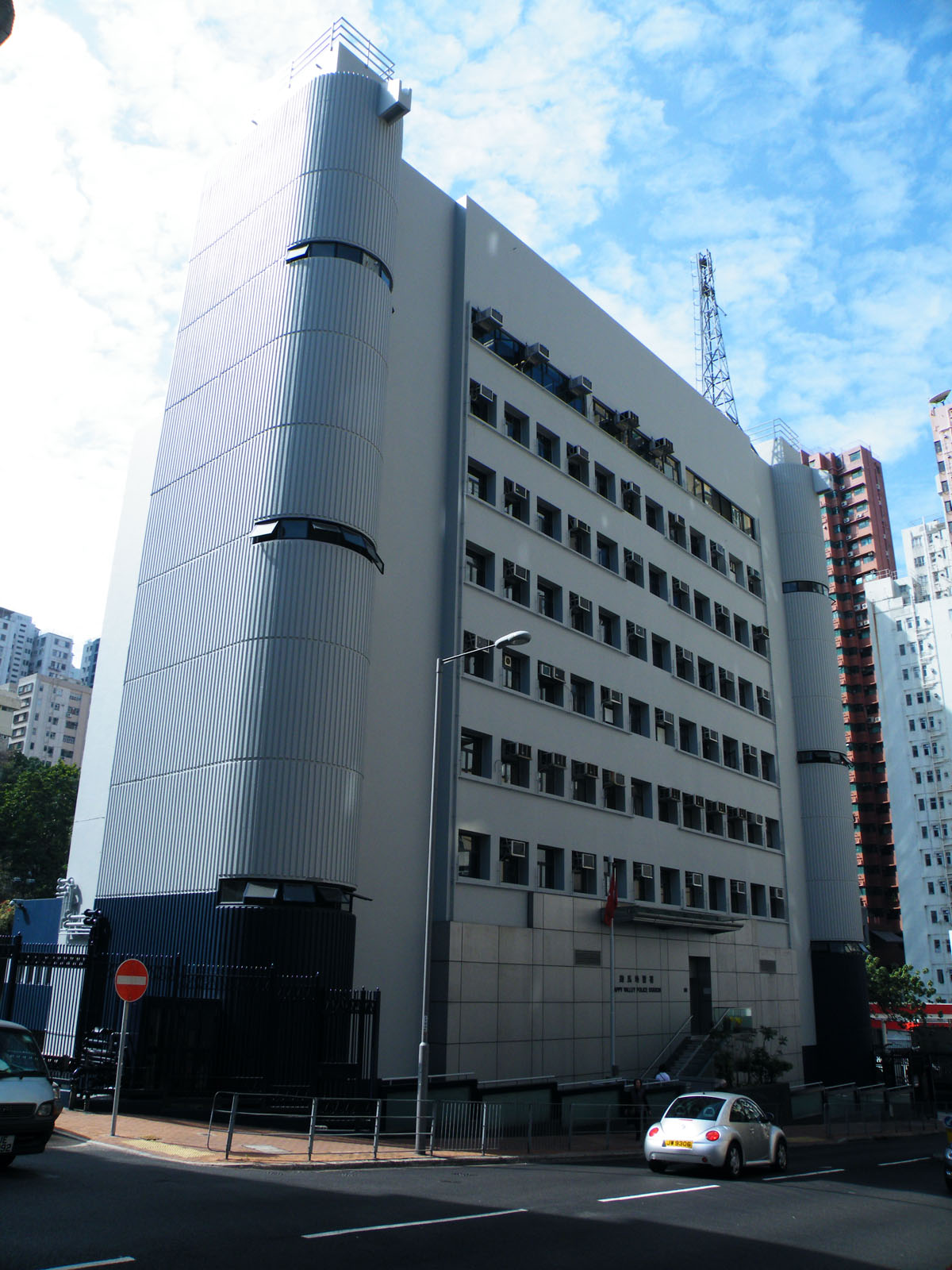
跑馬地警署

### 東九龍總區
- 東九龍總區總部
  - 行政部
    - 觀塘裁判法院

  - 行動部
    - 東九龍總區衝鋒隊
    - 警察機動部隊東九龍總區大隊

  - 東九龍總區刑事總部：啟德協調道105號
    - 總區情報組

  - 東九龍交通部：啟德協調道105號
    - 交通意外調查組
    - 執行及管制組
- 黃大仙警區：黃大仙沙田坳道2號
  -     - 慈雲山報案中心[註 2]：慈雲山道151號[7]

  - 西貢分區：西貢普通道1號
- 觀塘警區：觀塘鯉魚門道9號
- 將軍澳警區：將軍澳寶琳北路110號
- 秀茂坪警區
  - 秀茂坪分區：觀塘康寧道200號
  - 牛頭角分區：啟德協調道105號
    - 啟德郵輪碼頭警察報案中心：承豐道33號啟德郵輪碼頭2樓（開放時間﹕星期一至五0900時至1700時或當郵輪泊岸）

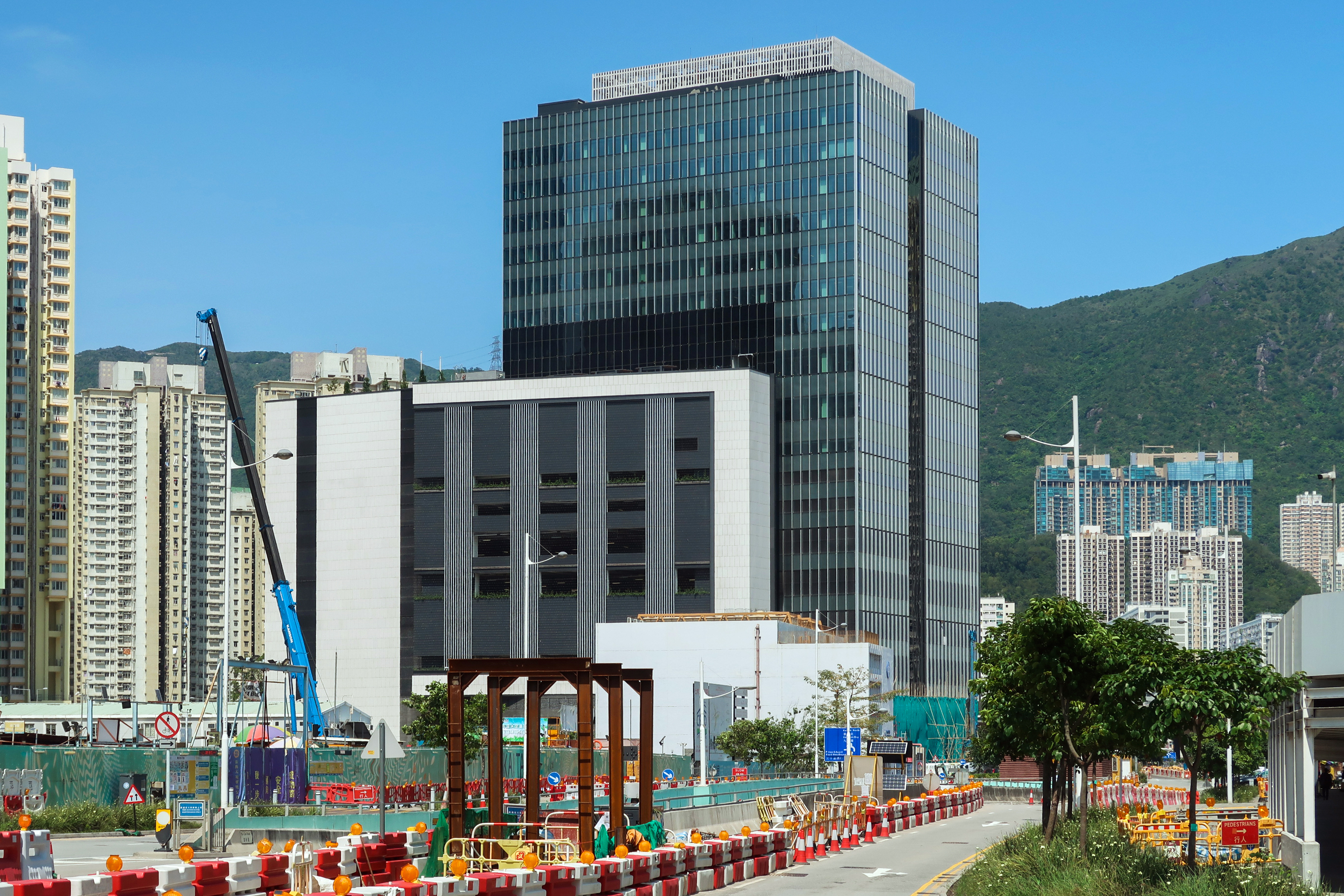
東九龍總區總部
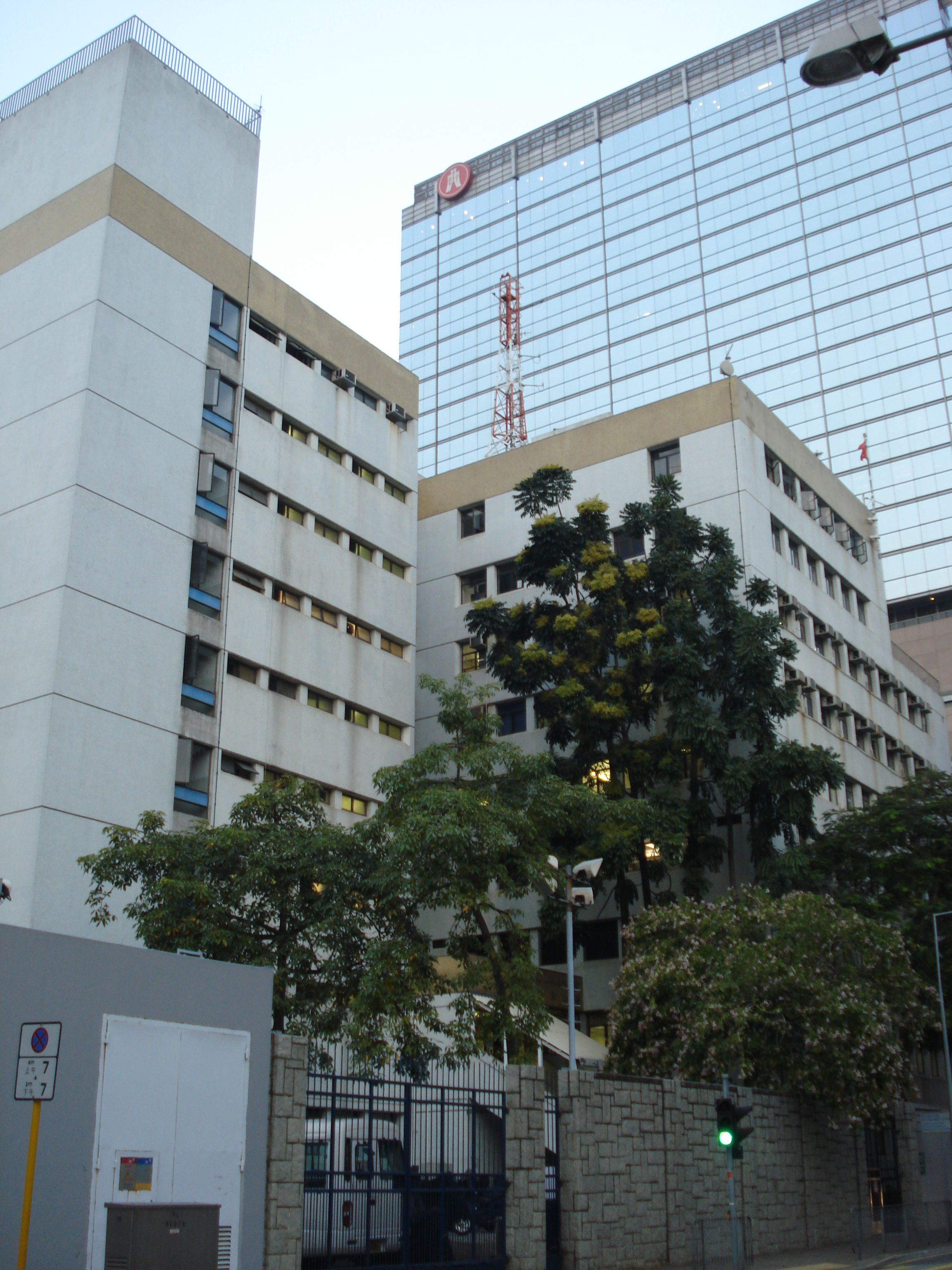
東九龍行動基地
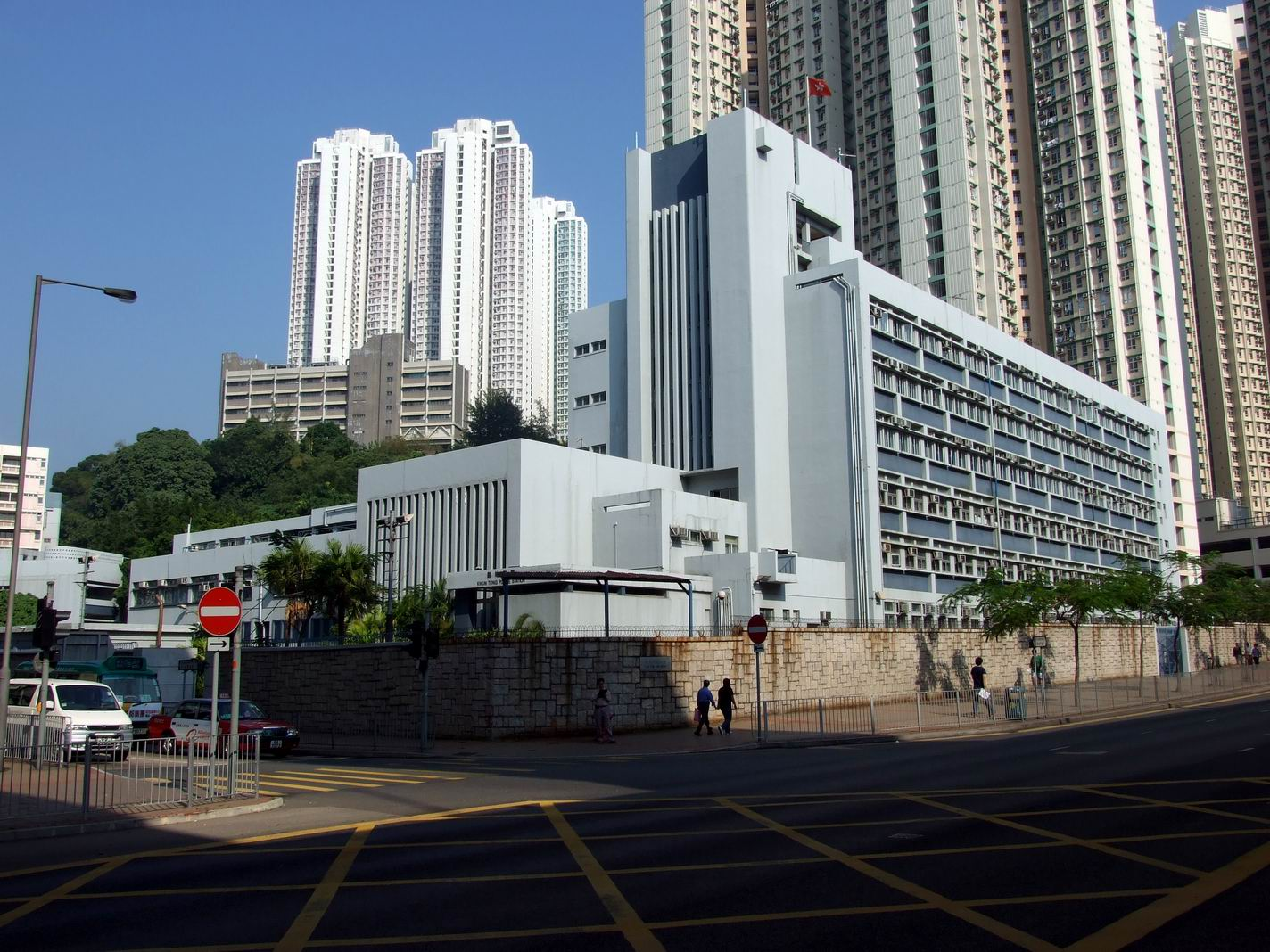
觀塘警署
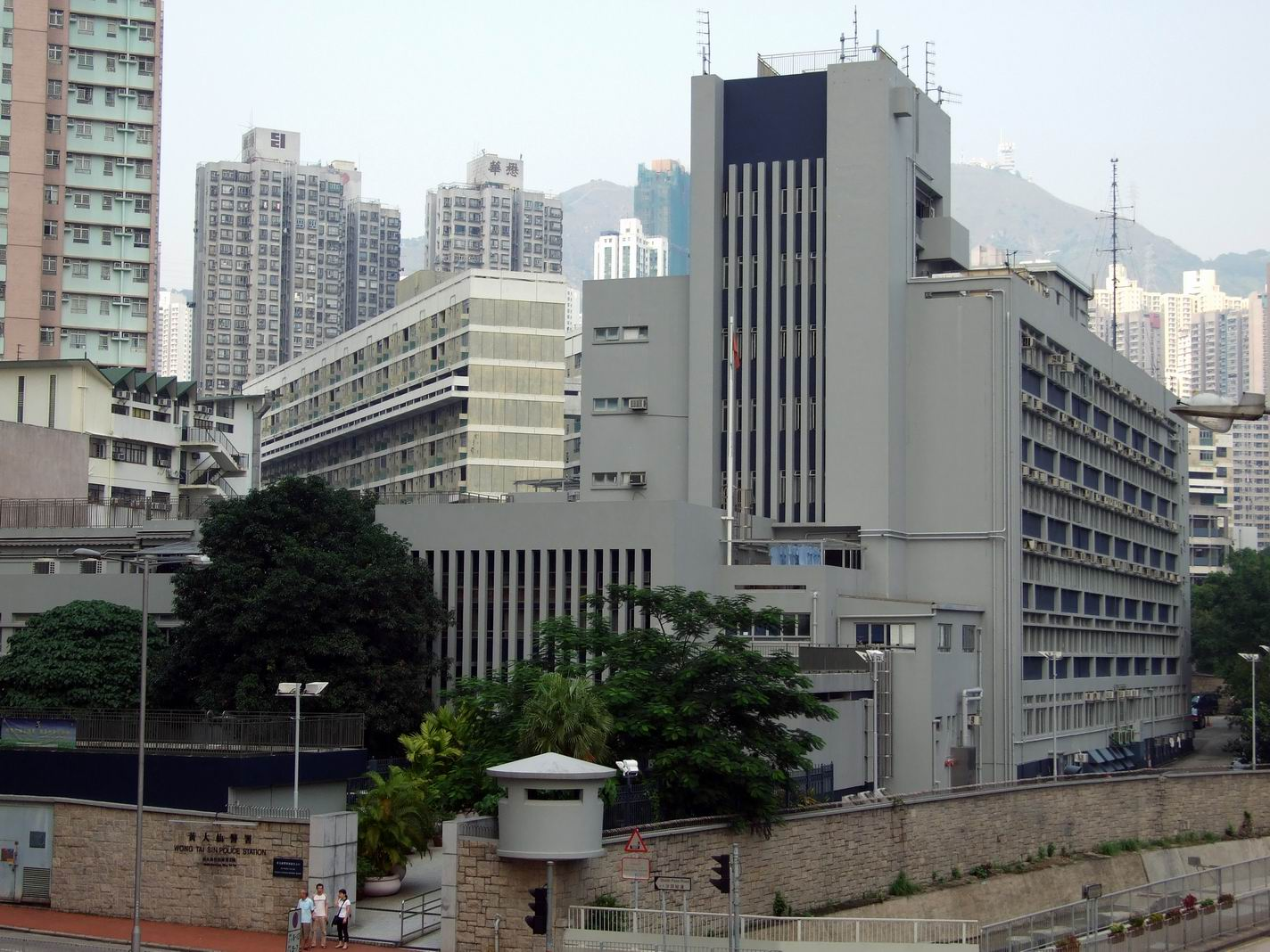
黃大仙警署
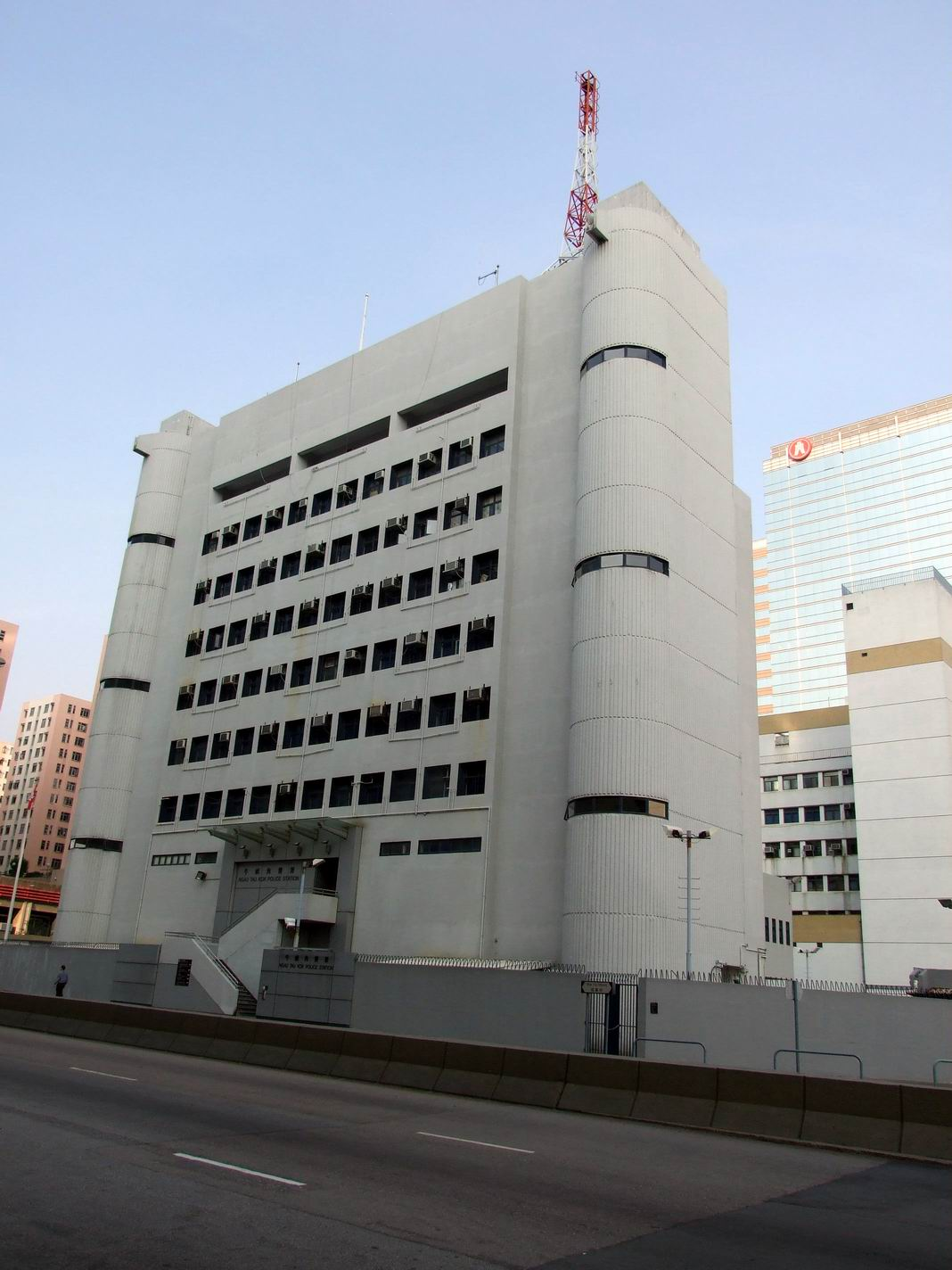
牛頭角警署
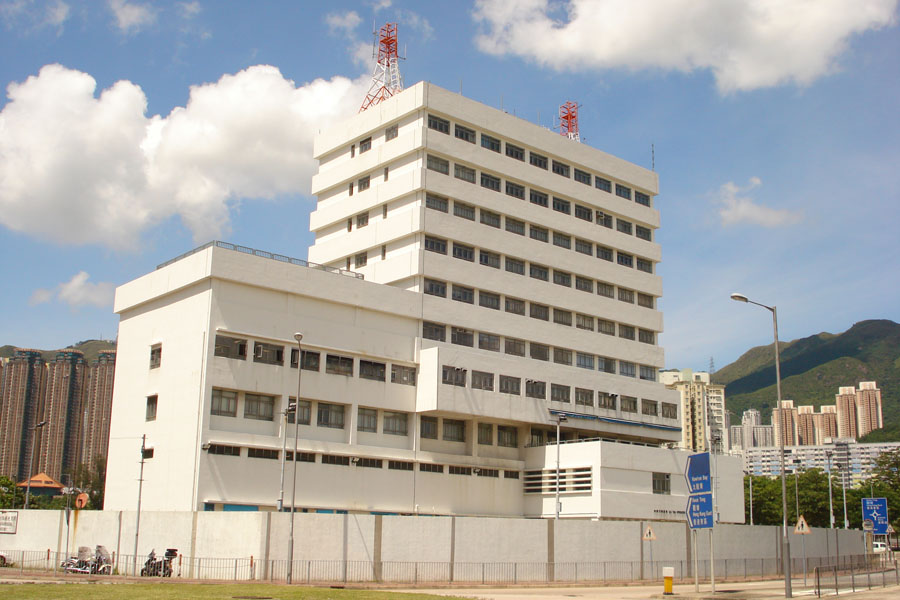
啟德行動基地
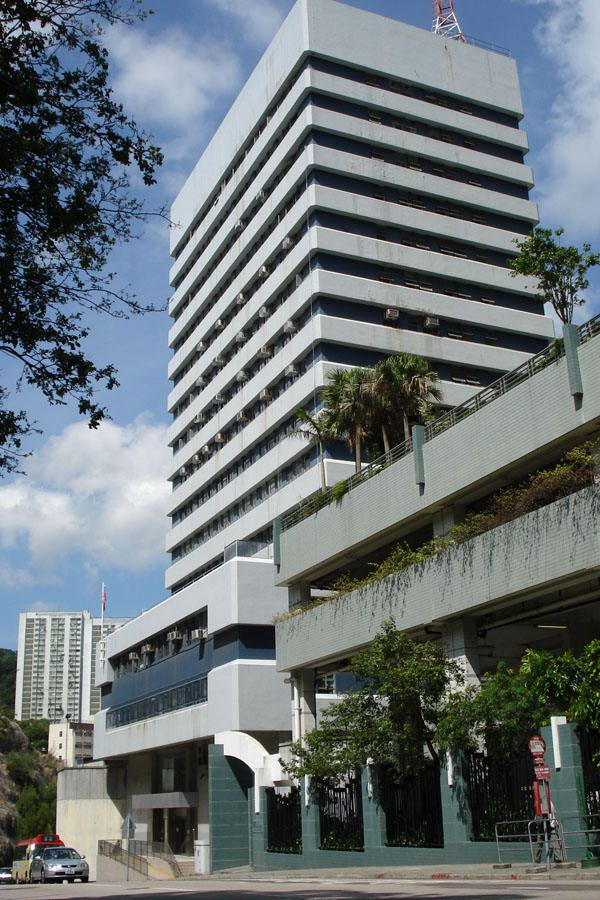
秀茂坪警署
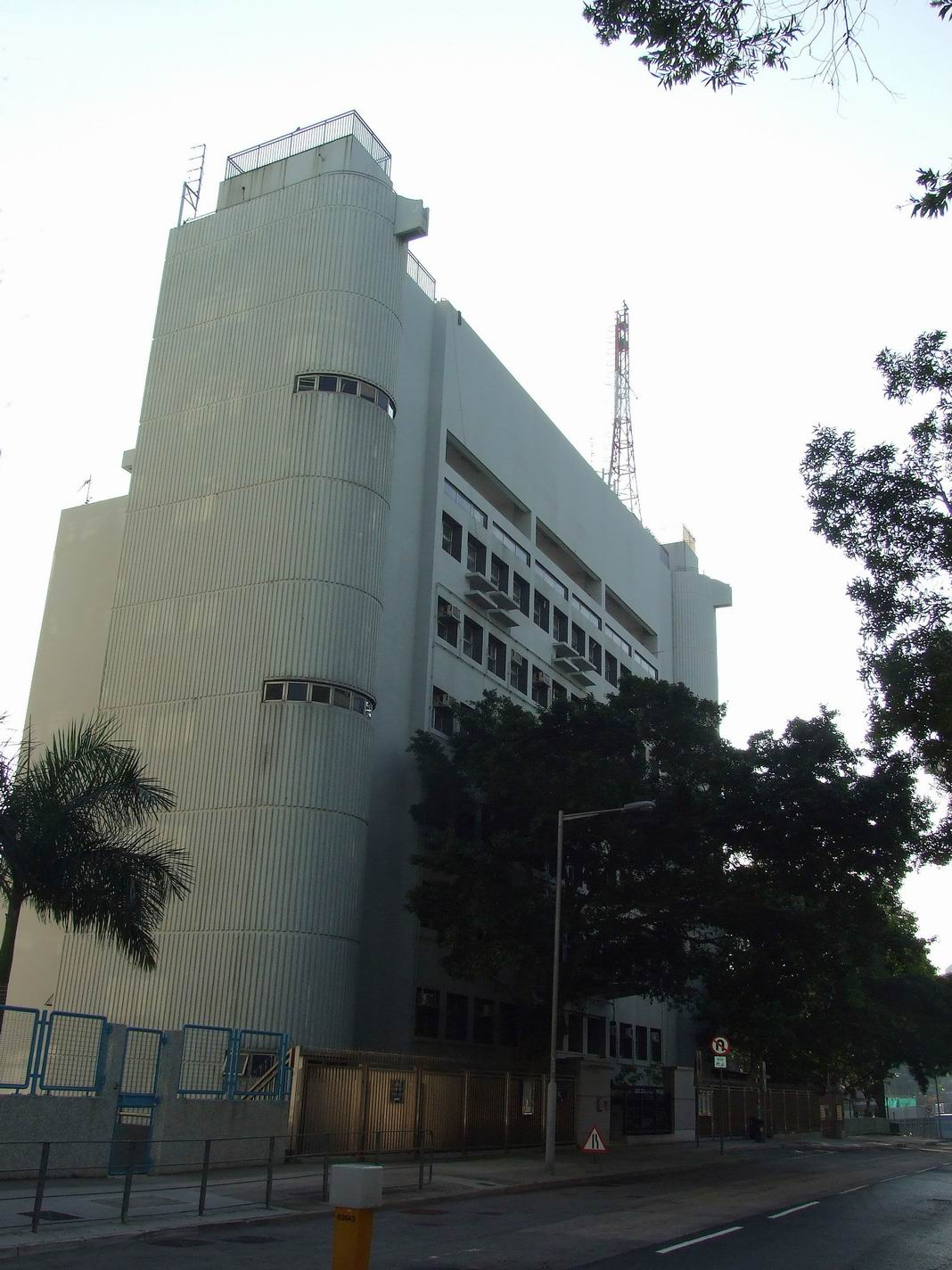
慈雲山報案中心
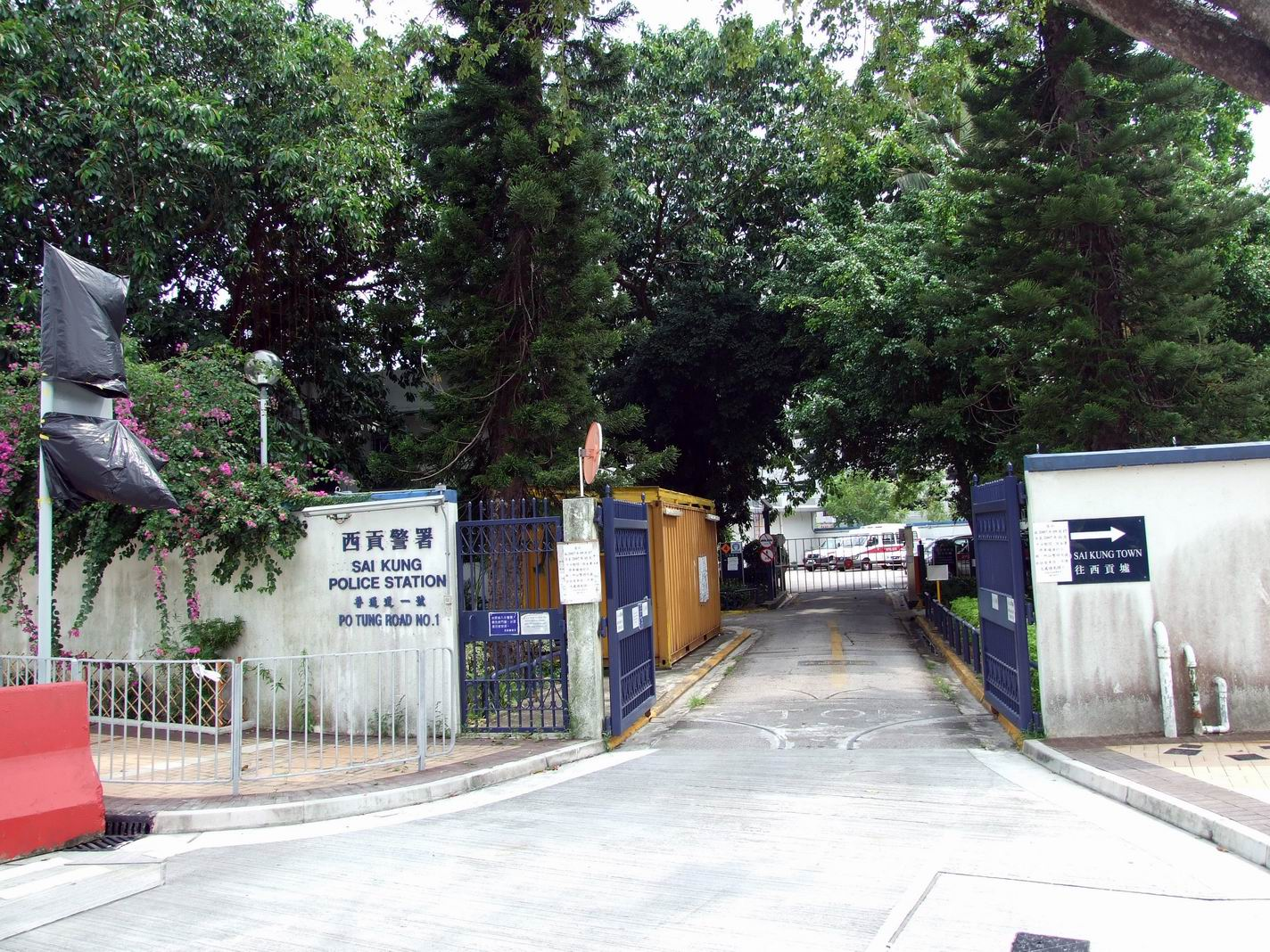
西貢警署
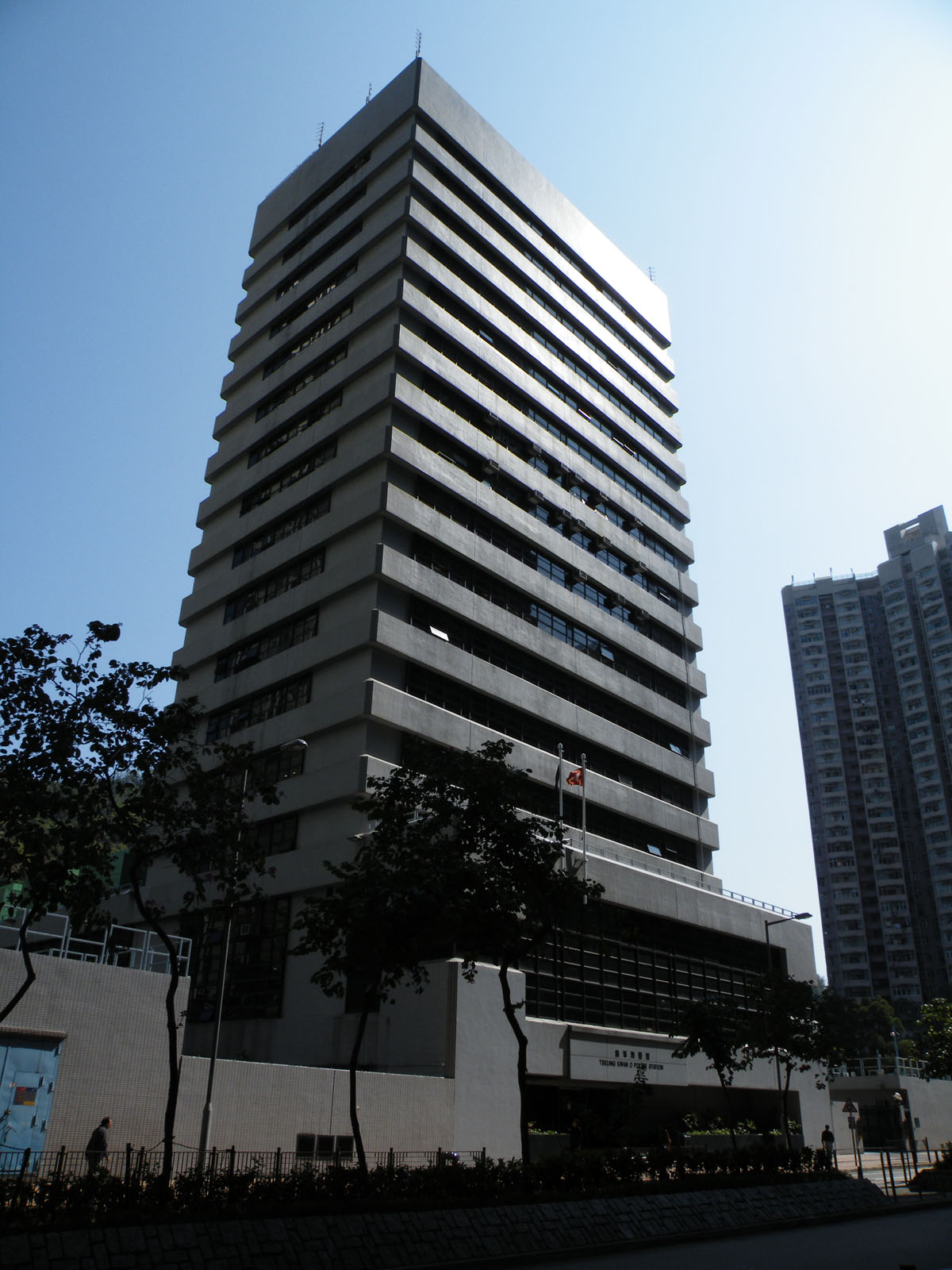
將軍澳警署

### 西九龍總區

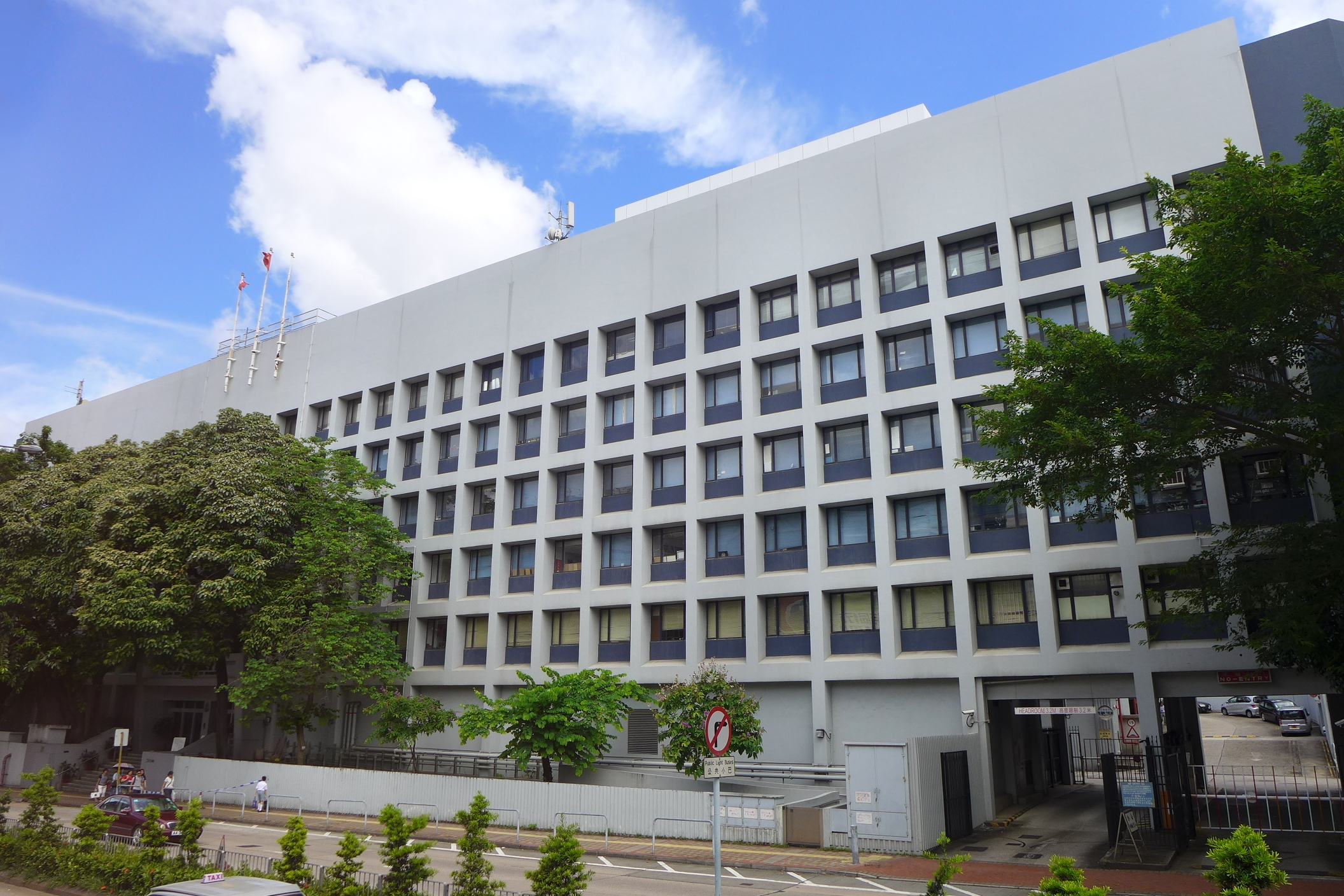
西九龍總區總部
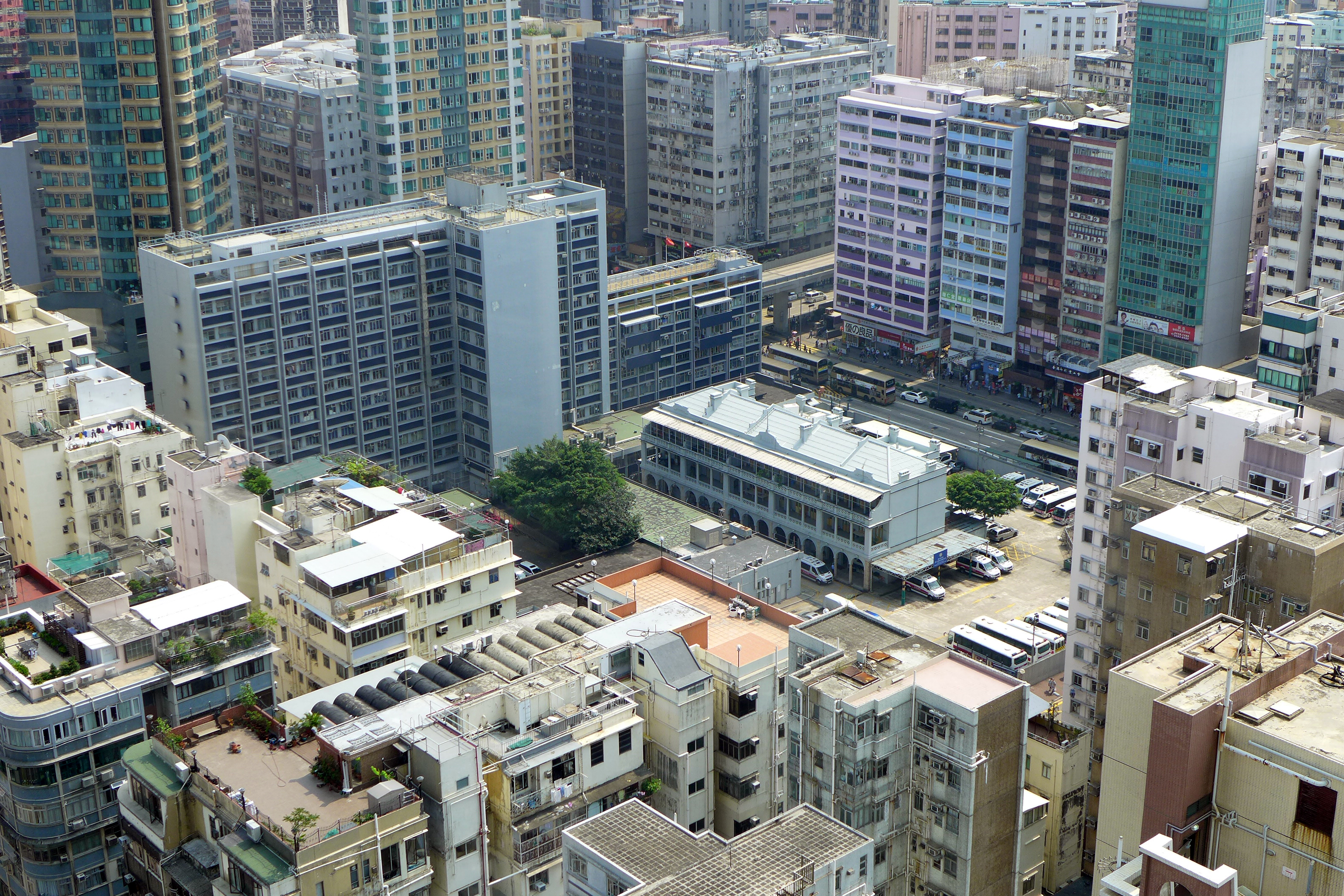
旺角警署
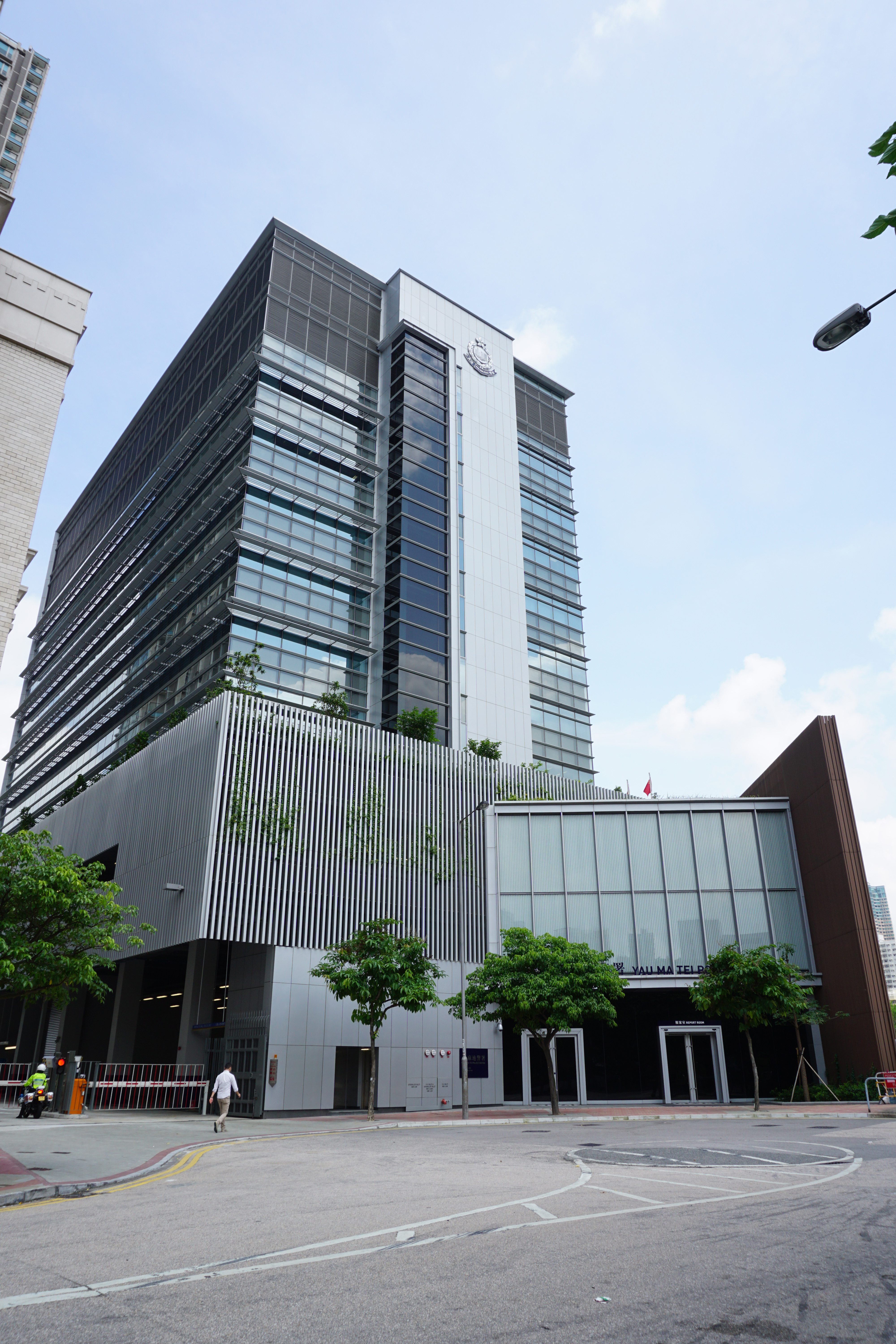
油麻地警署
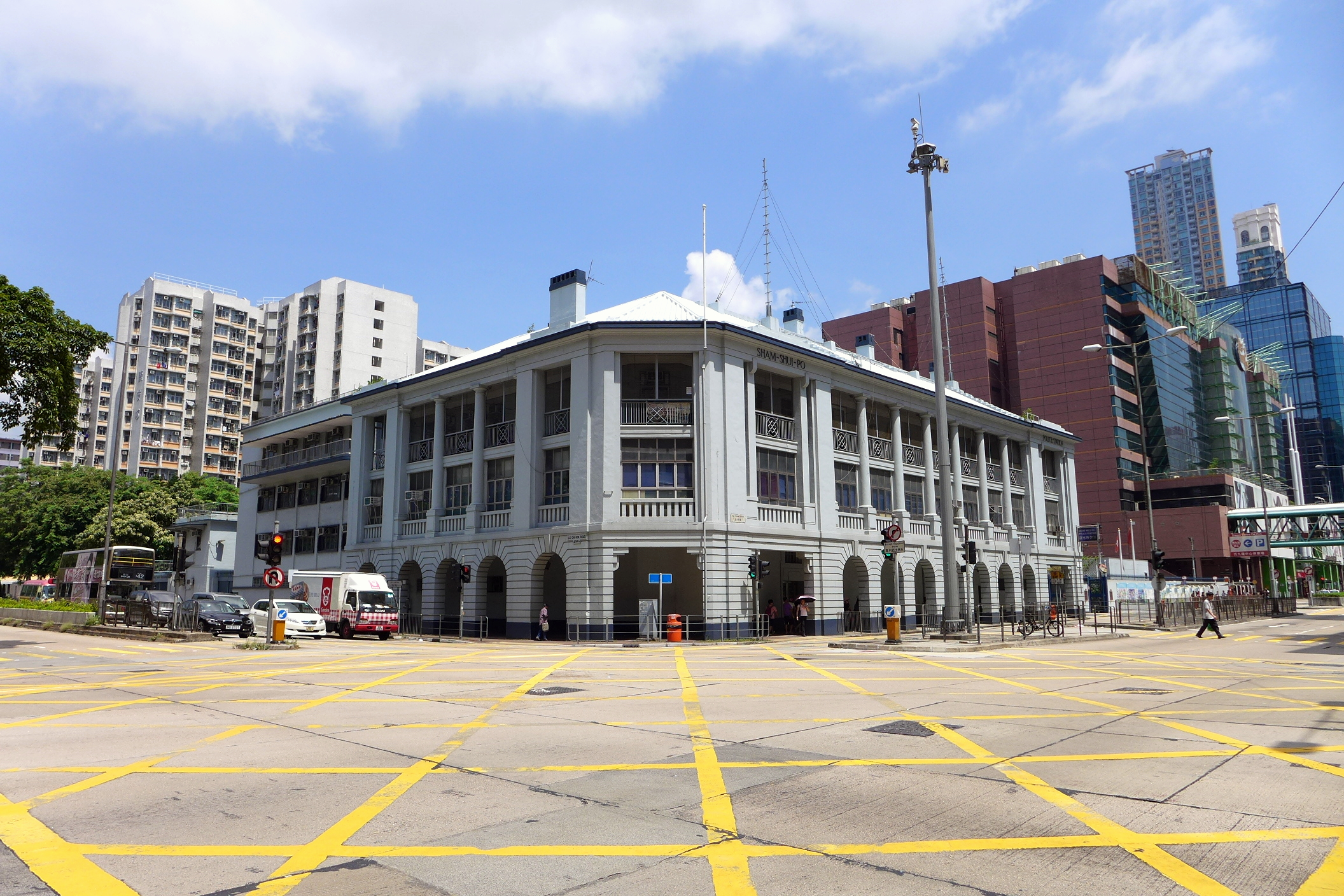
深水埗警署
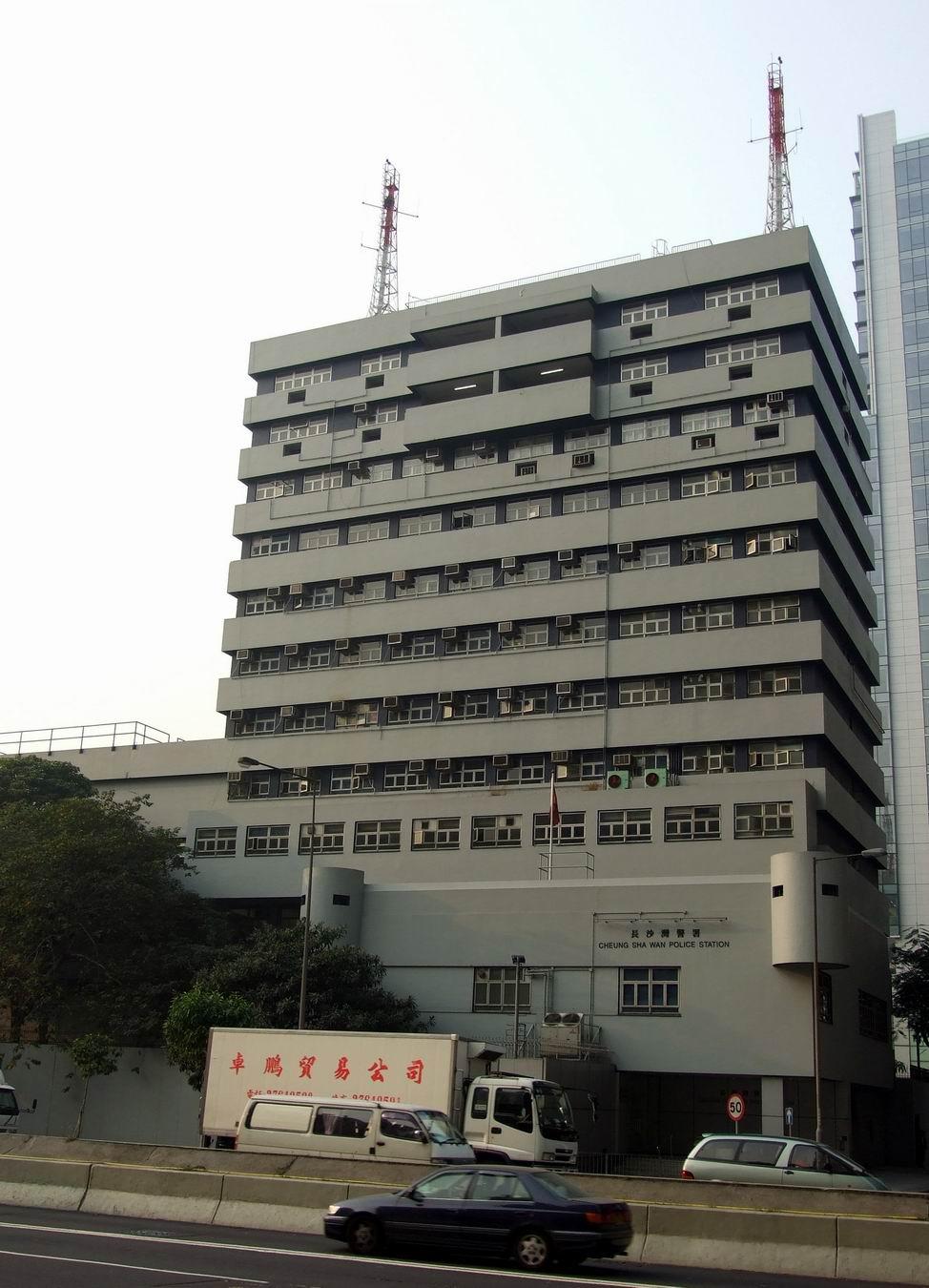
長沙灣警署
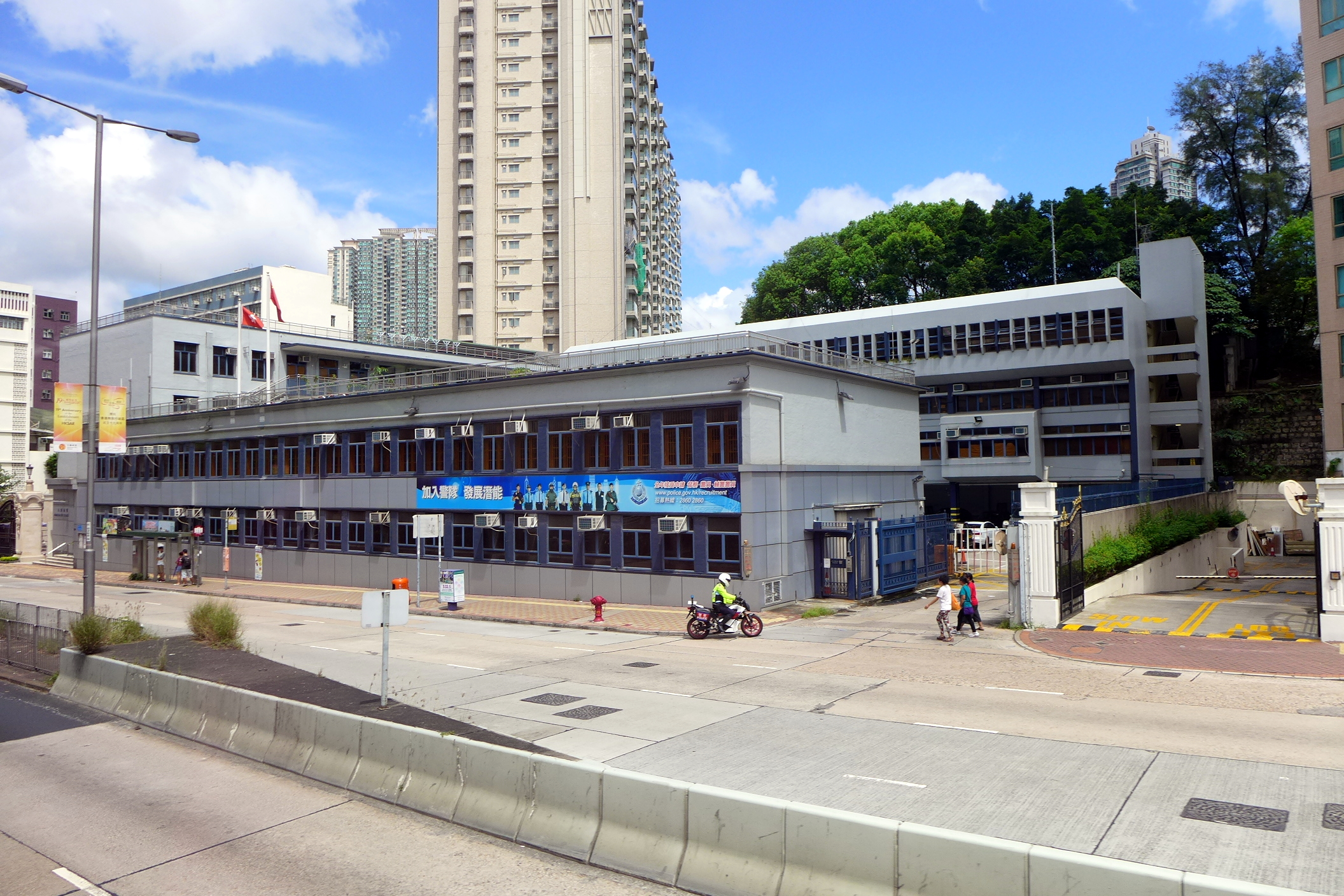
九龍城警署
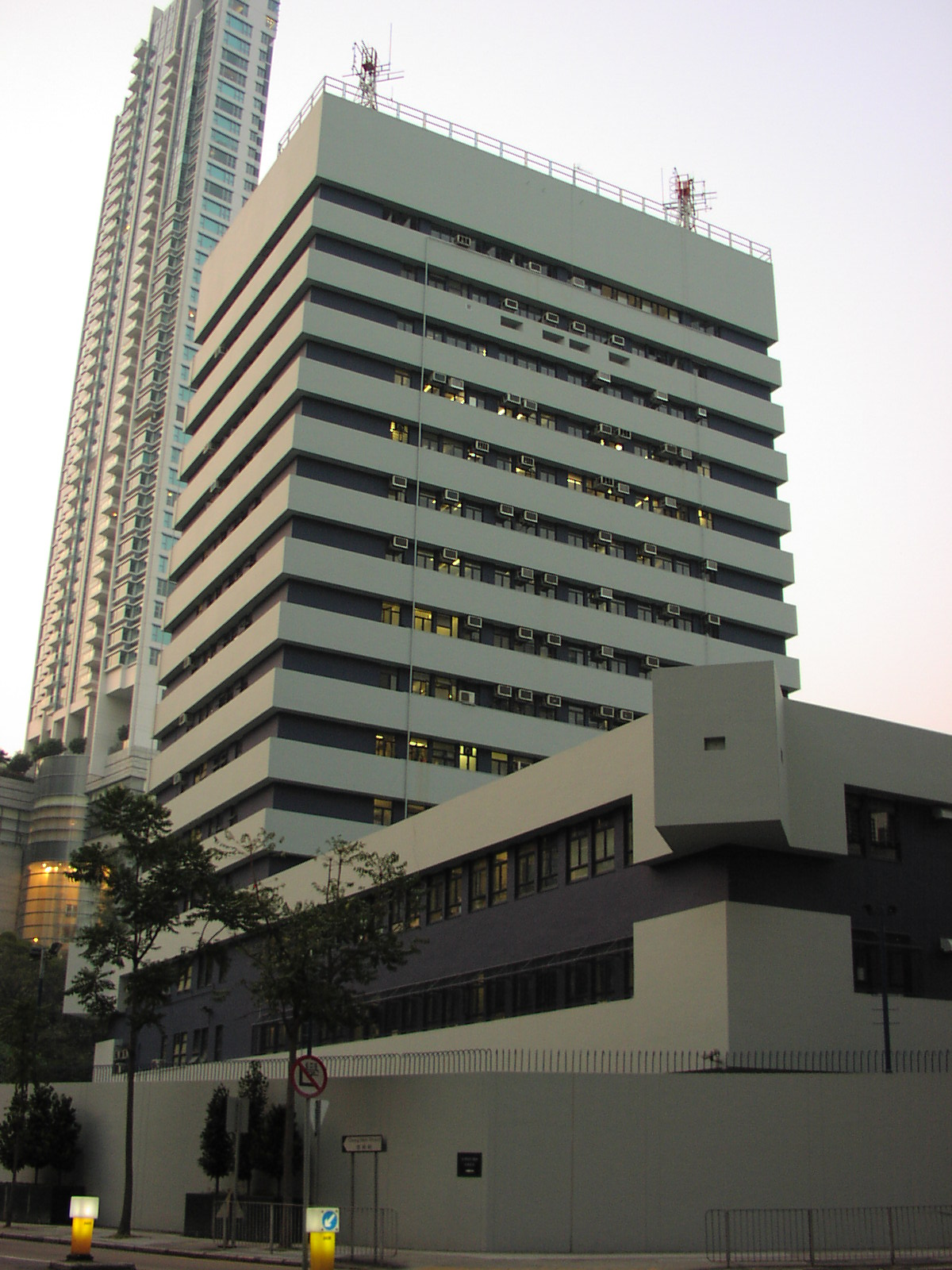
紅磡警署
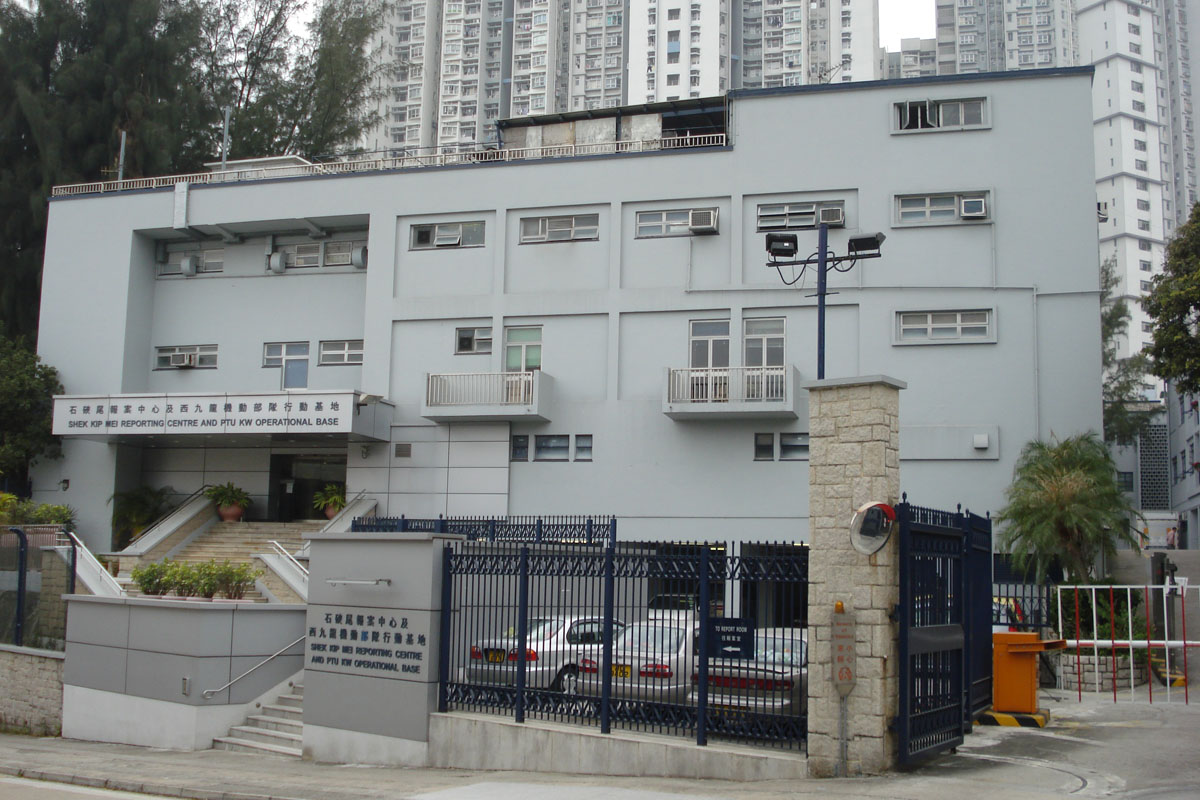
石硤尾報案中心暨西九龍機動部隊行動基地
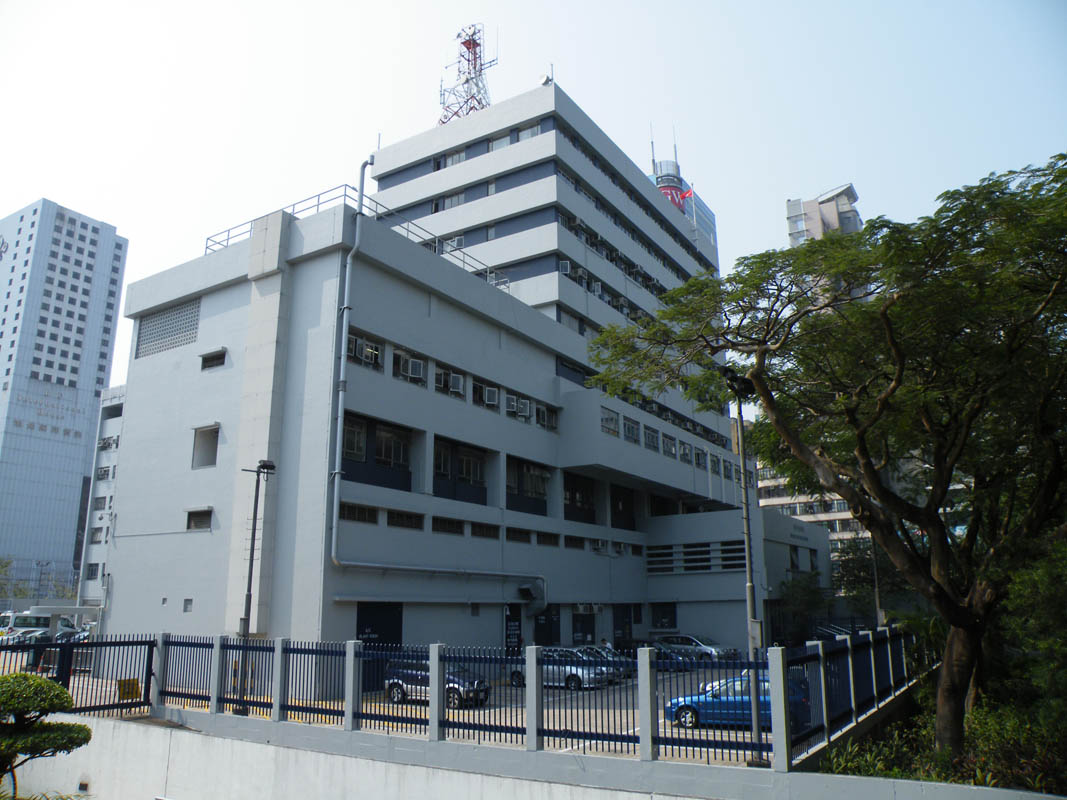
尖沙咀警署
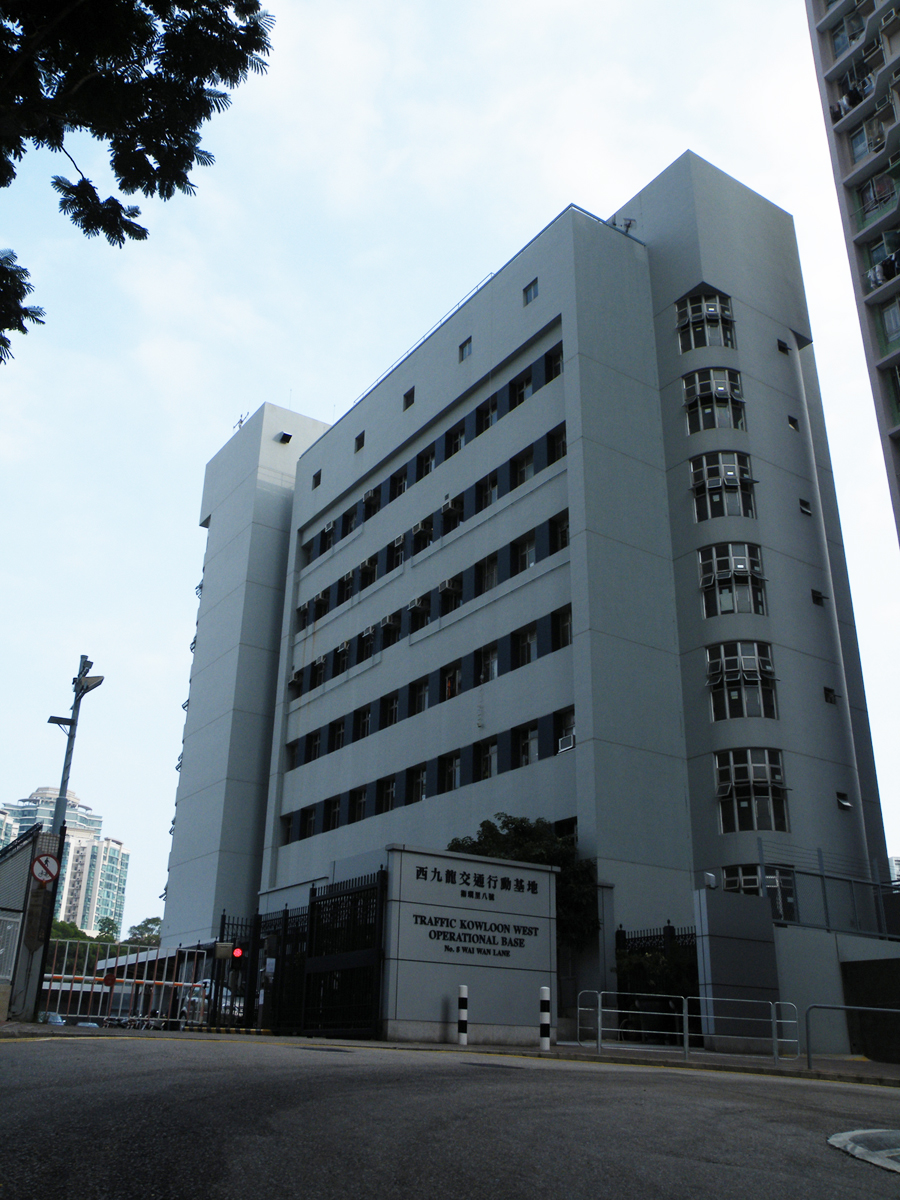
西九龍交通行動基地
  - 行政部
    - 九龍城裁判法院（九龍城及油尖旺區）
    - 西九龍裁判法院（深水埗區）

  - 行動部
    - 西九龍總區指揮及控制中心
    - 警察機動部隊西九龍總區大隊（石硤尾行動基地）
    - 西九龍總區衝鋒隊（旺角警署）

  - 西九龍總區刑事總部
  - 西九龍交通部：紅磡衛環里8號
    - 交通意外調查組
    - 執法及管制組
- 油尖警區
  - 油麻地分區：油麻地友翔道3號
    - 油麻地報案中心[註 3]：油麻地廣東道627號

  - 尖沙咀分區：彌敦道213號
    - 西九龍站報案中心（開放時間：24小時）：柯士甸道西3號西九龍站B1層
- 旺角警區：太子道西142號
- 深水埗警區
  - 深水埗分區：深水埗欽州街37號A
    - 石硤尾報案中心[註 4]：深水埗大坑西街50號[8]

  - 長沙灣分區：九龍荔枝角道880號
- 九龍城警區
  - 九龍城分區：亞皆老街202號
  - 紅磡分區[註 5]：何文田公主道99號

- 西九龍總區總部
- 旺角警署
- 油麻地警署
- 深水埗警署
- 長沙灣警署
- 九龍城警署
- 紅磡警署
- 石硤尾報案中心暨西九龍機動部隊行動基地
- 尖沙咀警署
- 西九龍交通行動基地

### 新界北總區
- 新界北總區總部為香港警務處新界北總區總部及各主要部門的所在地，位處香港新界大埔區大埔安埔里6號。於2013年，新界北總區總部有313名警務人員和56名文職人員駐守[10]。
  - 行政部
    - 屯門裁判法院
    - 粉嶺裁判法院

  - 行動部
    - 總區指揮及控制中心
    - 警察機動部隊駐新界北總區大隊
    - 新界北總區快速應變部隊
    - 新界北總區衝鋒隊

  - 新界北總區刑事總部
    - 新界北總區重案組第一組
    - 新界北總區重案組第二組
    - 新界北總區重案組第三組
    - 新界北總區情報組
    - 新界北總區跟蹤及支援組
    - 新界北總區防止罪案組：新界大埔安埔里六號新界北總區大樓一樓
      - 新界北總區防罪聯盟

    - 新界北總區反三合會行動組
    - 虐兒案件調查組

  - 新界北交通部：粉嶺沙頭角公路龍躍頭段8號
    - 東分區行動基地
      - 意外調查組
      - 執行及管制組

    - 大興行動基地
      - 意外調查組
      - 執行及管制組
- 大埔警區
  - 大埔分區：大埔安埔里4號
  - 上水分區：粉嶺沙頭角公路龍躍頭段8號
- 屯門警區[註 6]
  - 屯門分區：屯門杯渡路100號
  - 青山分區：屯門湖安街12號
- 元朗警區
  - 元朗分區：元朗青山道246號
  - 天水圍分區：天水圍天耀路11號
    - 深圳灣管制站報案中心：深圳灣口岸港方口岸區旅檢大樓地下

  - 八鄉分區：八鄉錦田大馬路
- 邊界警區
  - 沙頭角分區：沙頭角沙頭角道石涌凹
  - 落馬洲分區：落馬洲落馬洲路100號
    - 落馬洲支線管制站報案中心：落馬洲路落馬洲站大樓第一層

  - 打鼓嶺分區：打鼓嶺坪輋路
    - 羅湖警崗及羅湖管制站報案中心：羅湖站大樓警崗
    - 文錦渡邊境管制站報案中心：文錦渡路文錦渡邊境管制站地下
    - 香園圍邊境管制站警察報案中心：粉嶺香園圍邊境管制站旅檢大樓1樓

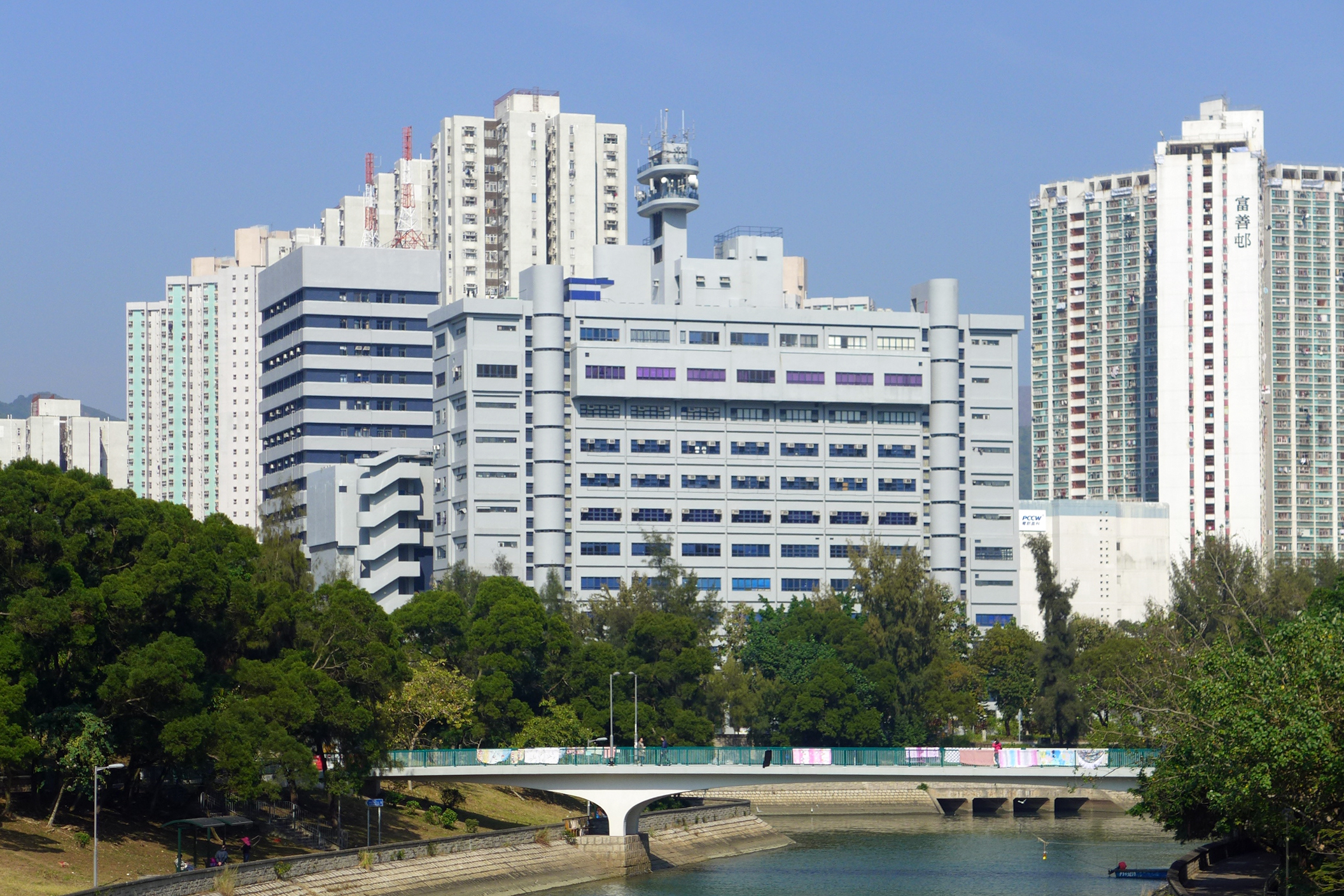
新界北總區總部
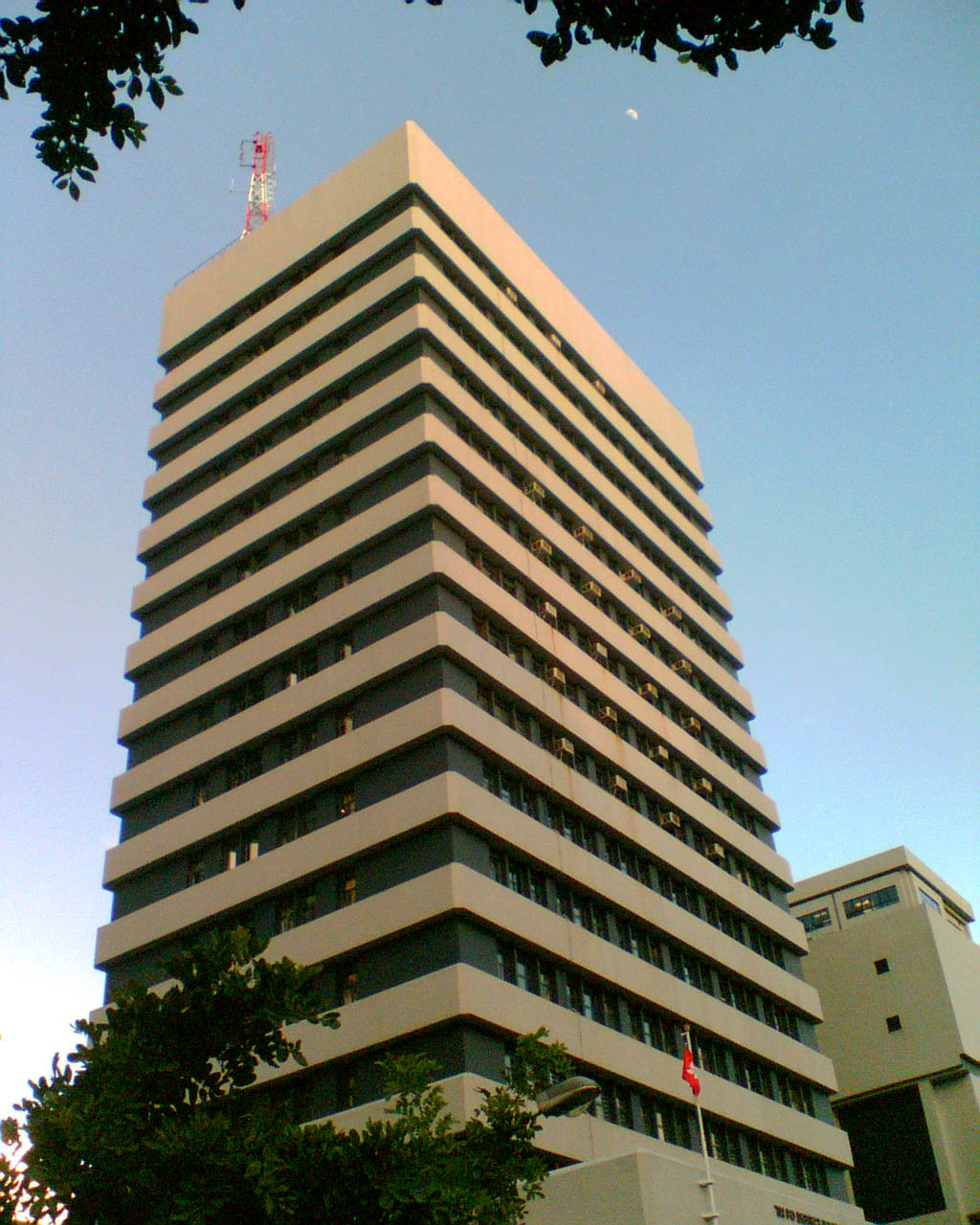
大埔警署
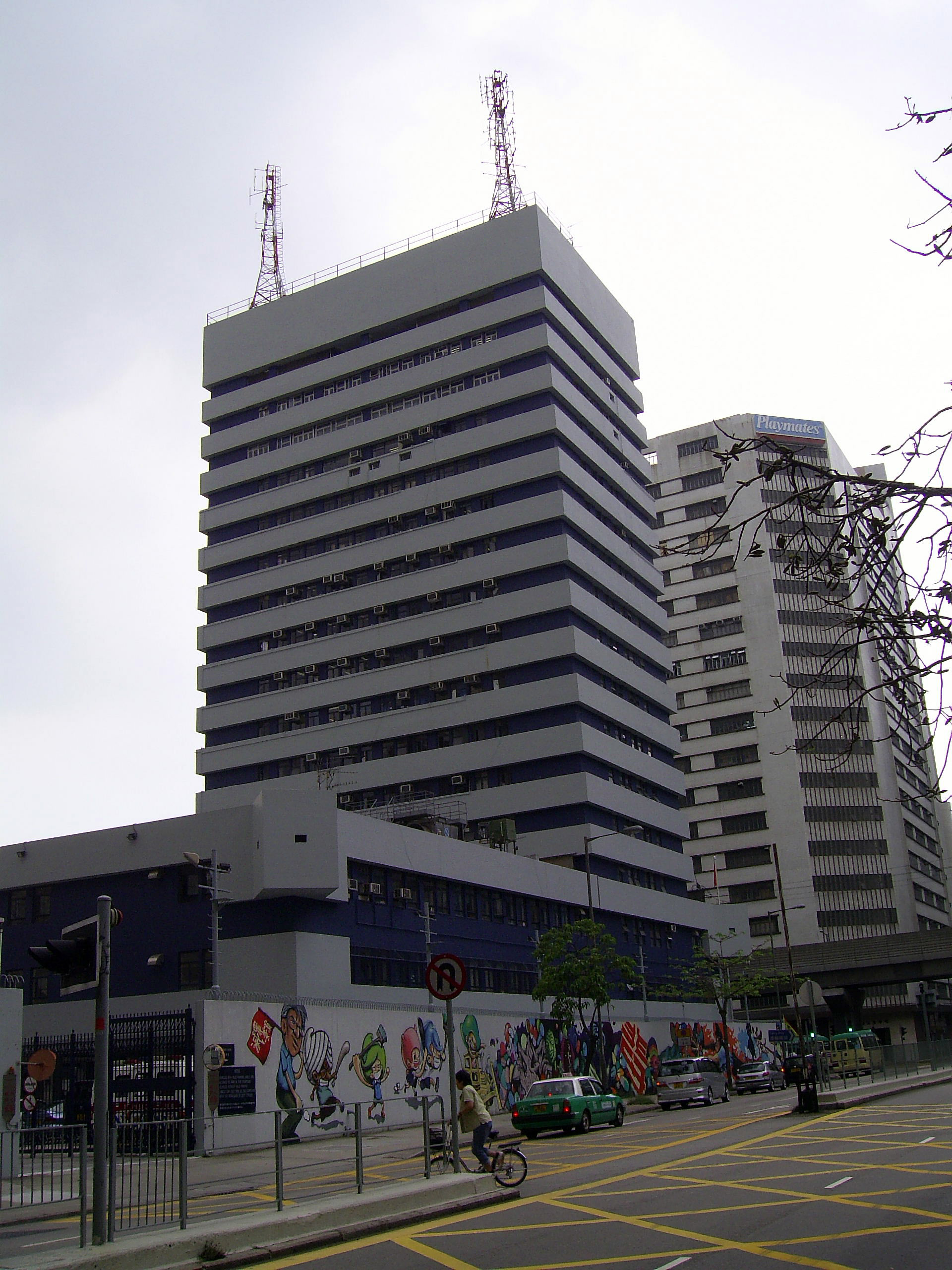
屯門警署
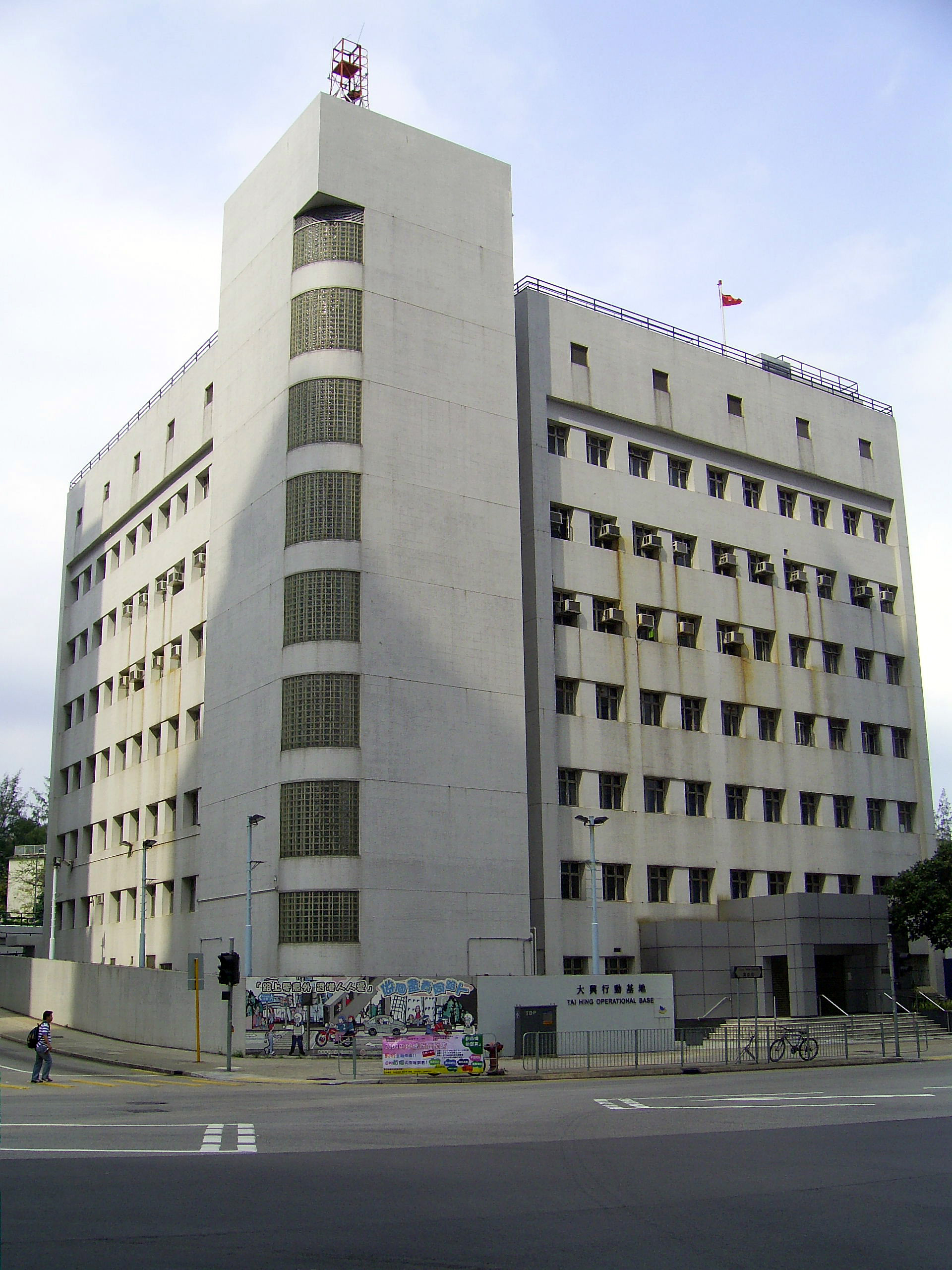
大興行動基地
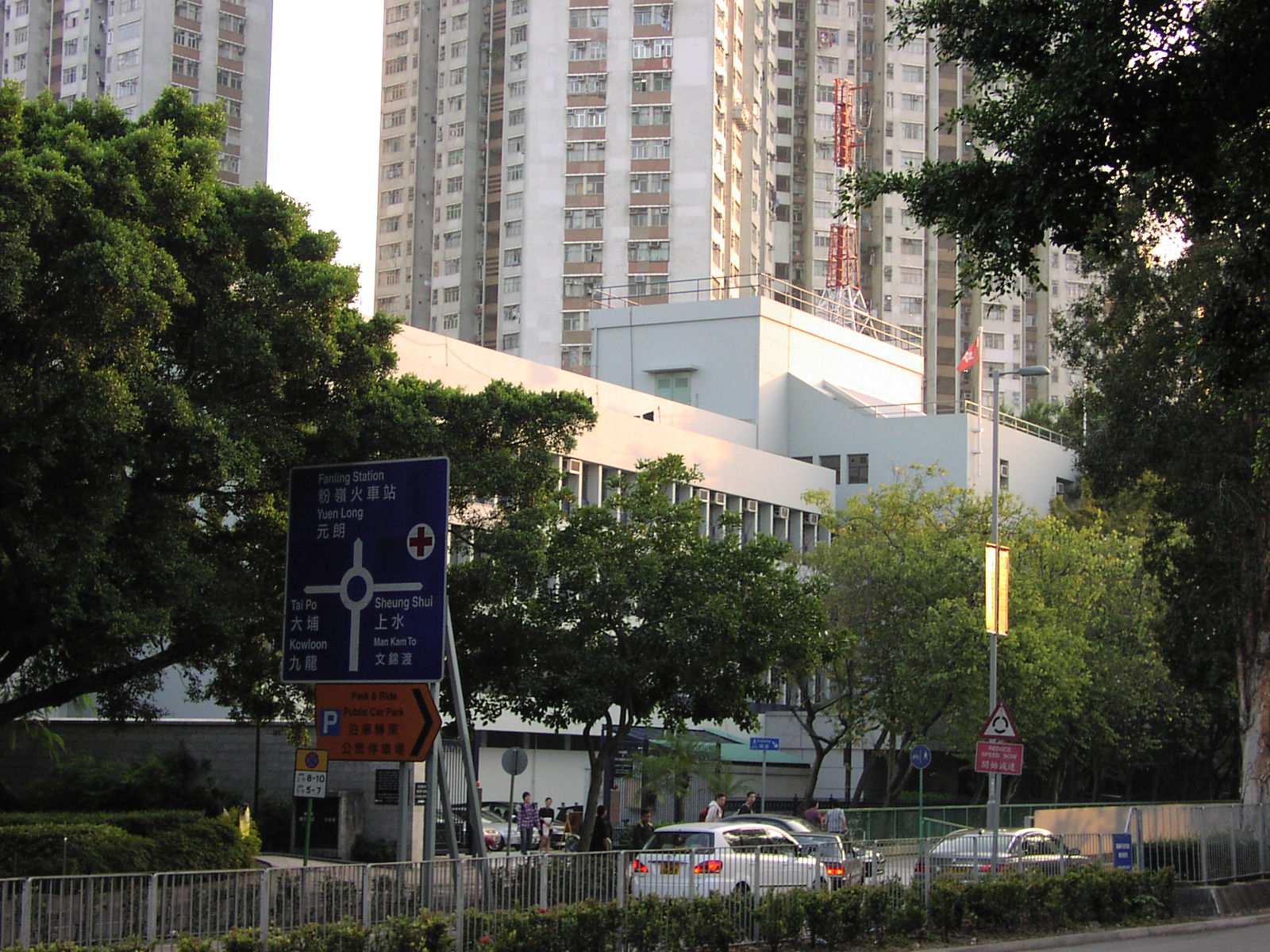
上水警署
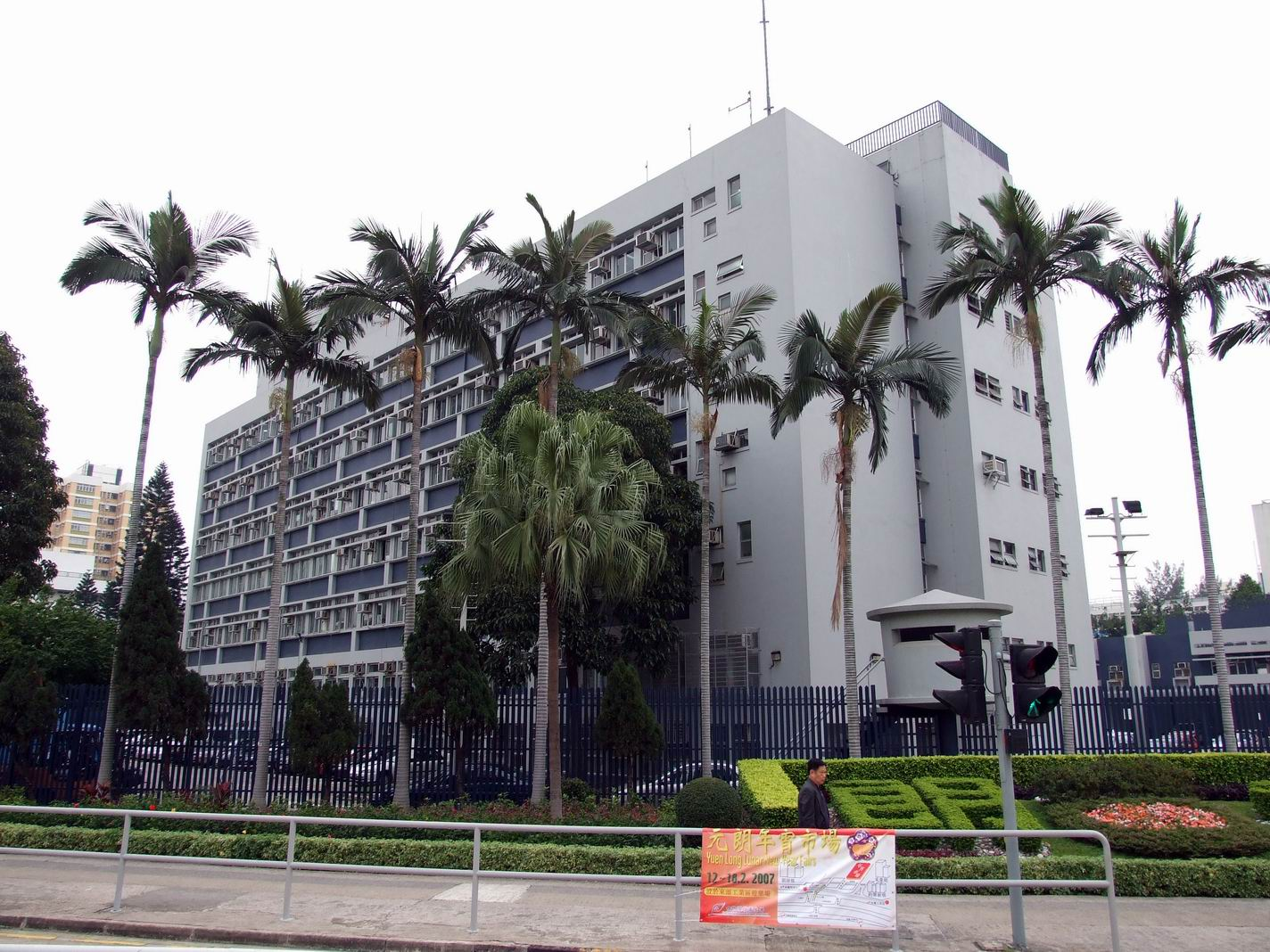
元朗警署
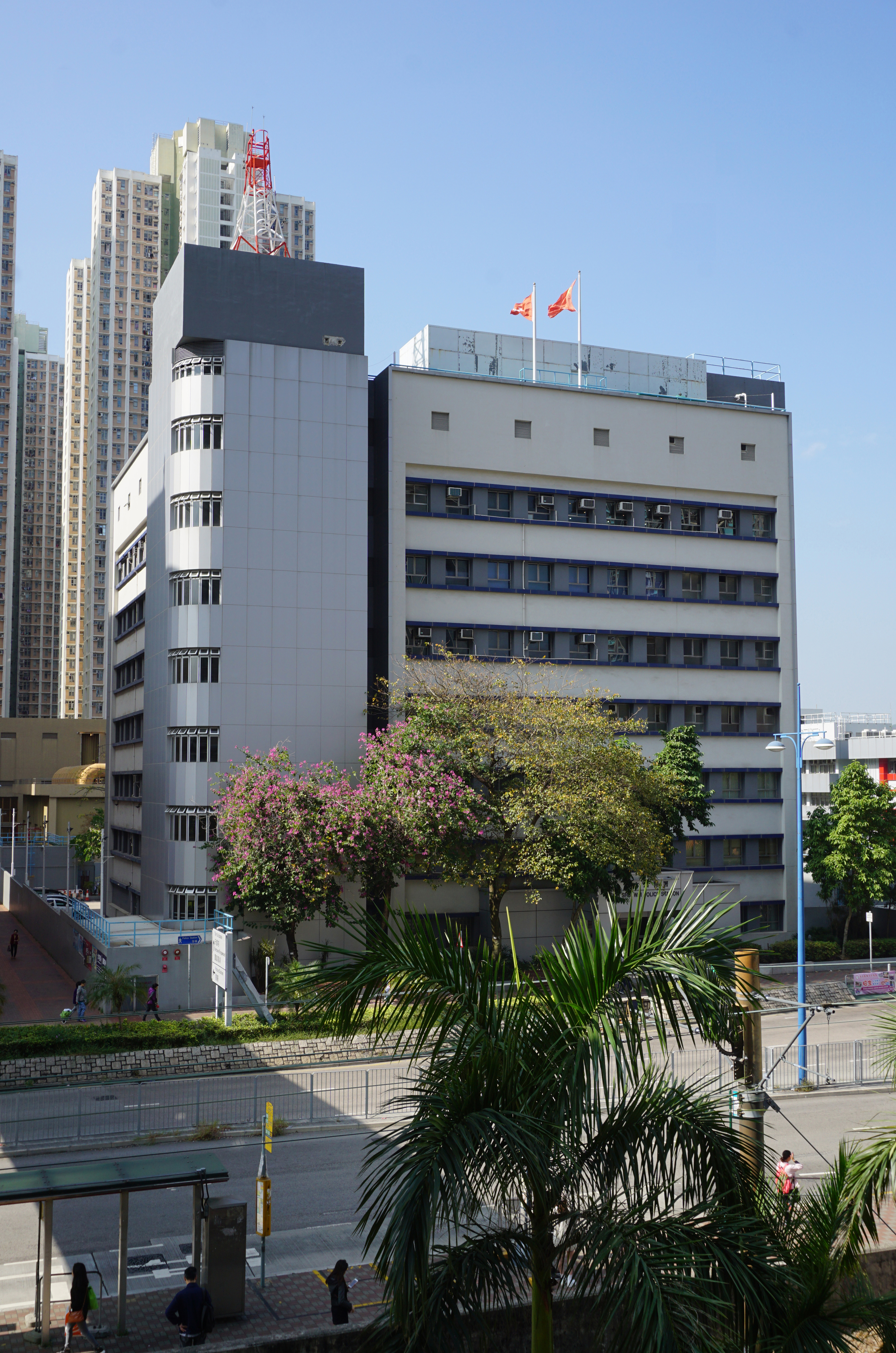
天水圍警署
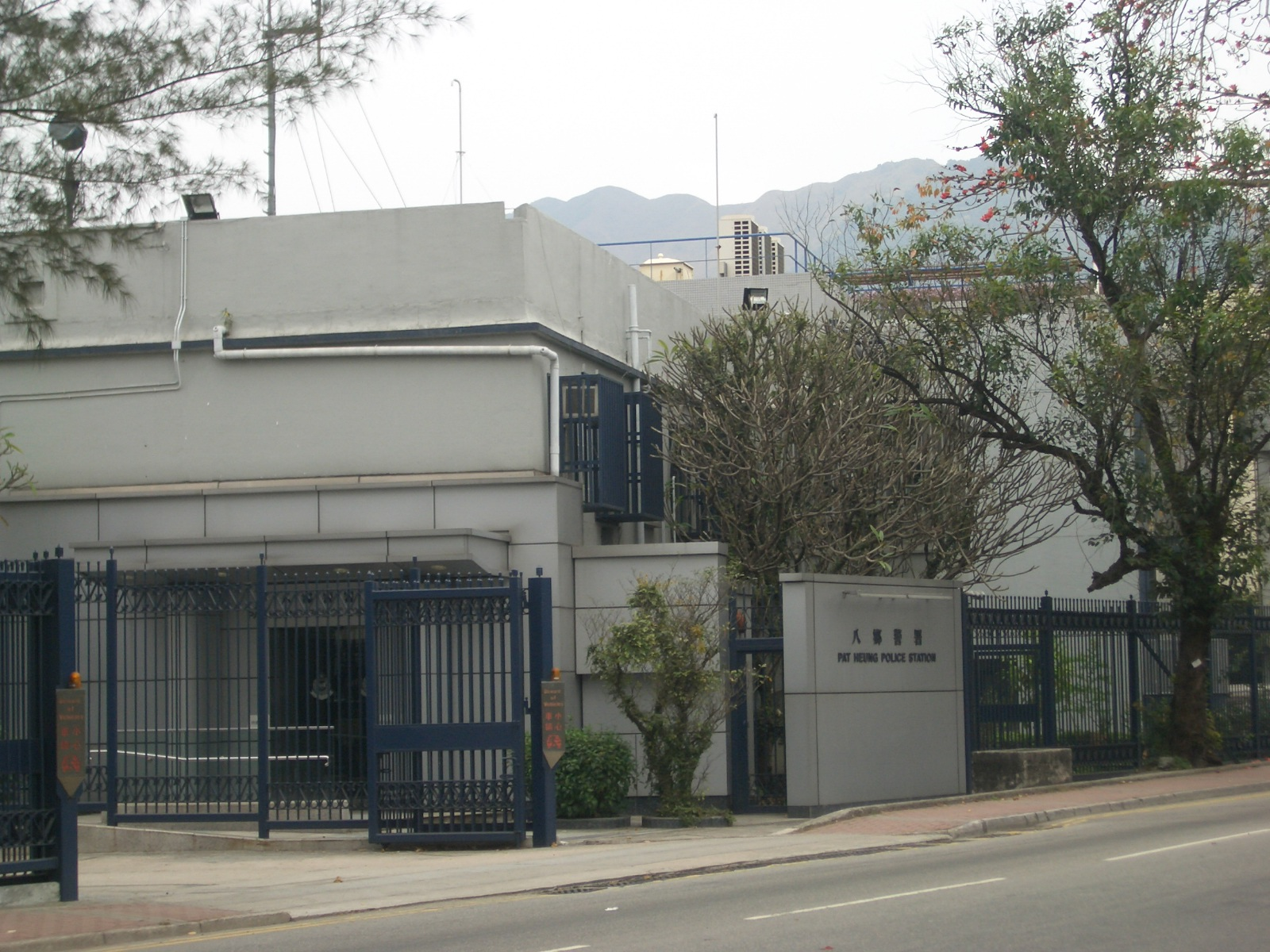
八鄉警署
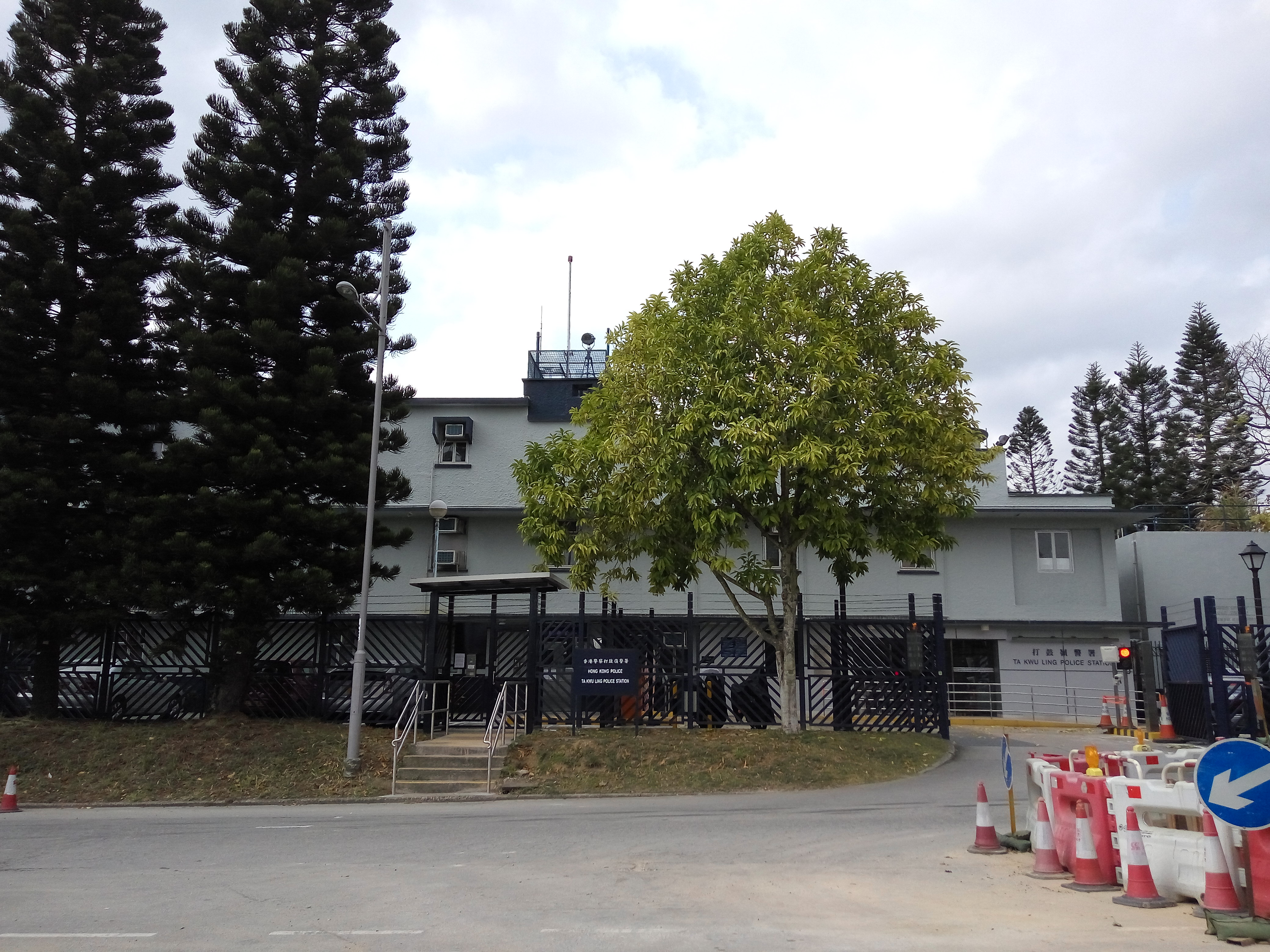
打鼓嶺警署
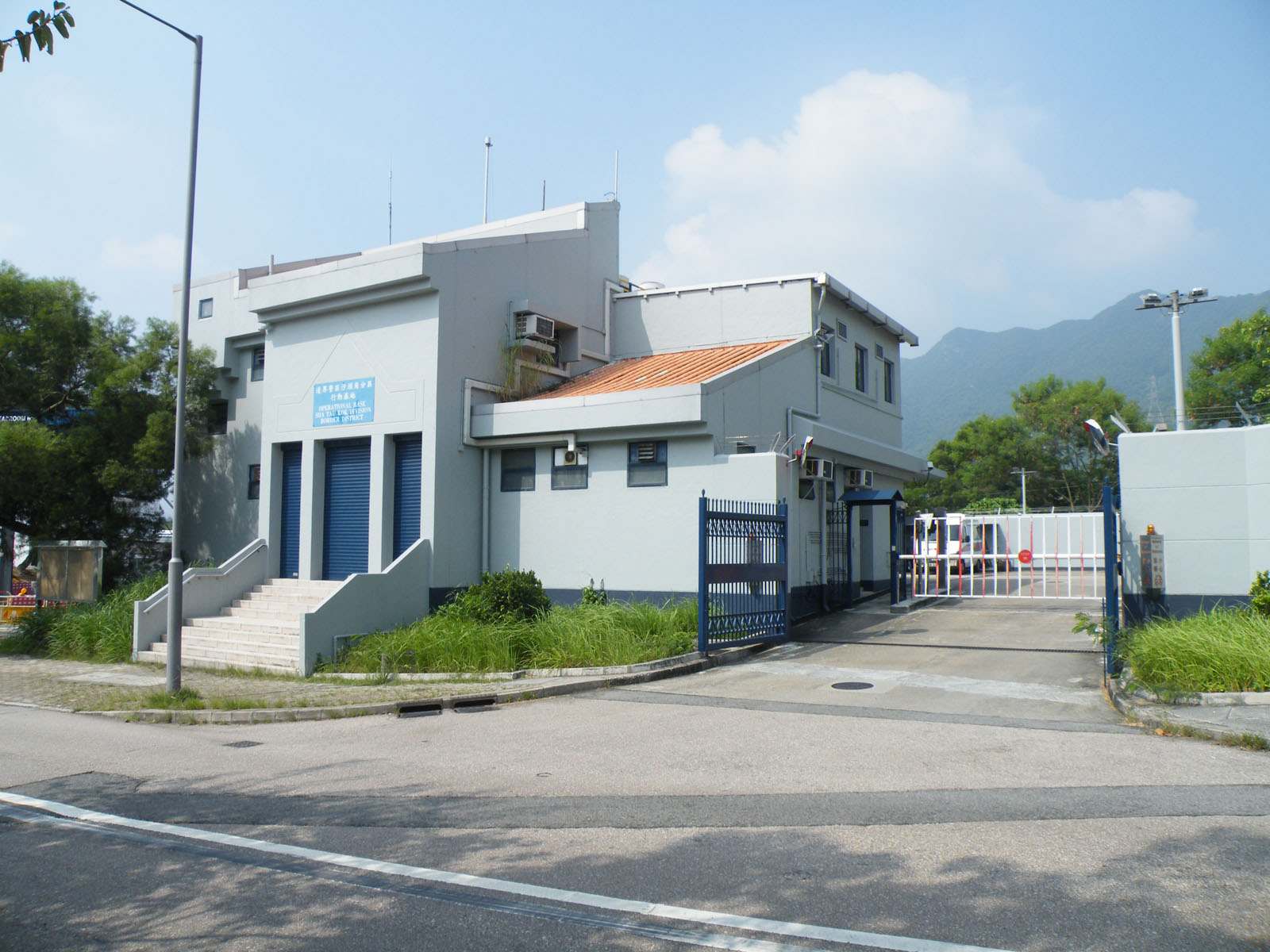
沙頭角邊境巡邏隊行動基地
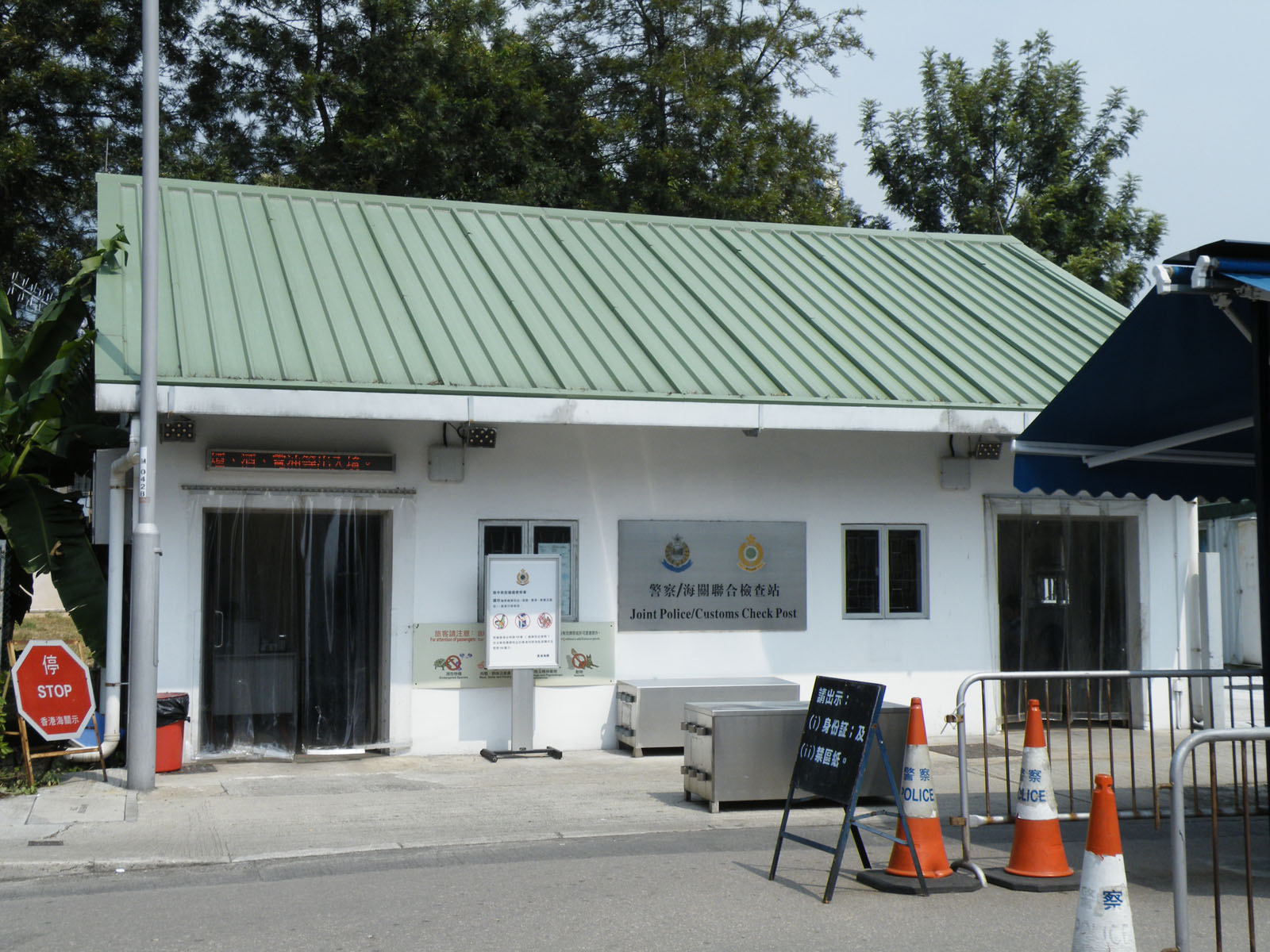
沙頭角警察/海關聯合檢查站

### 新界南總區
- 新界南總區總部：荃灣城門道8號
  - 行政部
    - 沙田裁判法院（沙田區）
    - 西九龍裁判法院（荃灣、葵青區）
    - 東區裁判法院（大嶼山及機場警區）

  - 行動部
    - 警察機動部隊新界南總區大隊
    - 新界南總區衝鋒隊

  - 新界南總區刑事總部
    - 新界南總區防止罪案組：荃灣城門道8號新界南總區警察總部十二樓

  - 新界南交通部：荃灣城門道8號新界南總區警察總部地下
    - 行政組
      - 調查及支援組
      - 執行及管制組
- 荃灣警區：荃灣荃景圍23至27號
- 葵青警區
  - 葵涌分區[註 7]：葵涌道999號
  - 青衣分區：青衣島青衣鄉事會路13號
- 沙田警區
  - 沙田分區：沙田禾輋街1號
    - 小瀝源報案中心：小瀝源源順圍25-27號[註 8]

  - 田心分區：沙田顯徑街2號
  - 馬鞍山分區：馬鞍山路200號
- 大嶼山警區
  - 大嶼山北分區：大嶼山順東路1號
    - 竹篙灣警崗[14]

  - 大嶼山南分區：大嶼山嶼南道45號
    - 大嶼山南警署：大嶼山梅窩虎崗山路1號
- 機場警區
  - 機場警署：赤鱲角機場航膳西路8號
  - 港珠澳大橋香港口岸警察報案中心：港珠澳大橋香港口岸順暉路33號旅檢大樓一樓

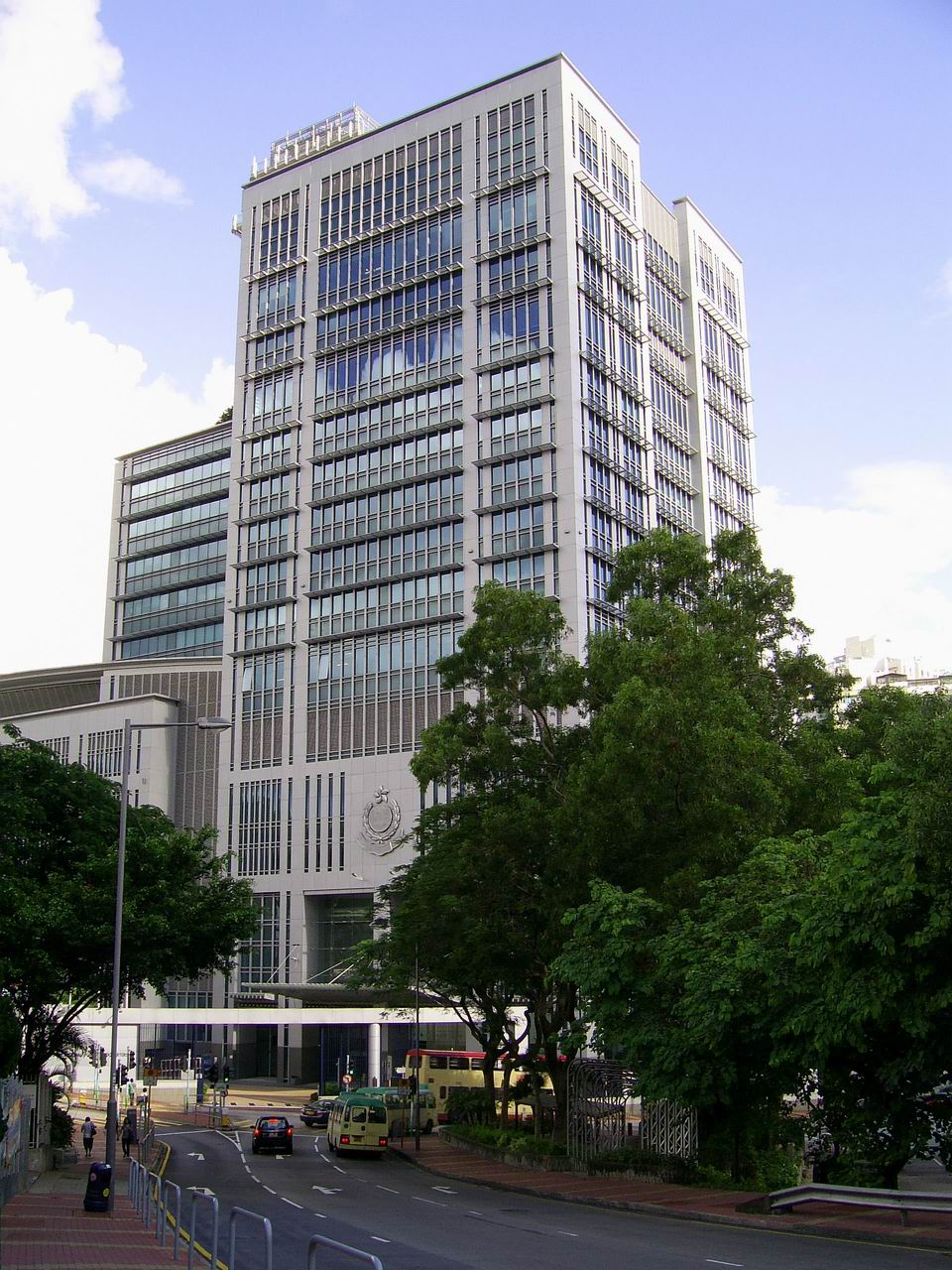
新界南總區總部及行動基地
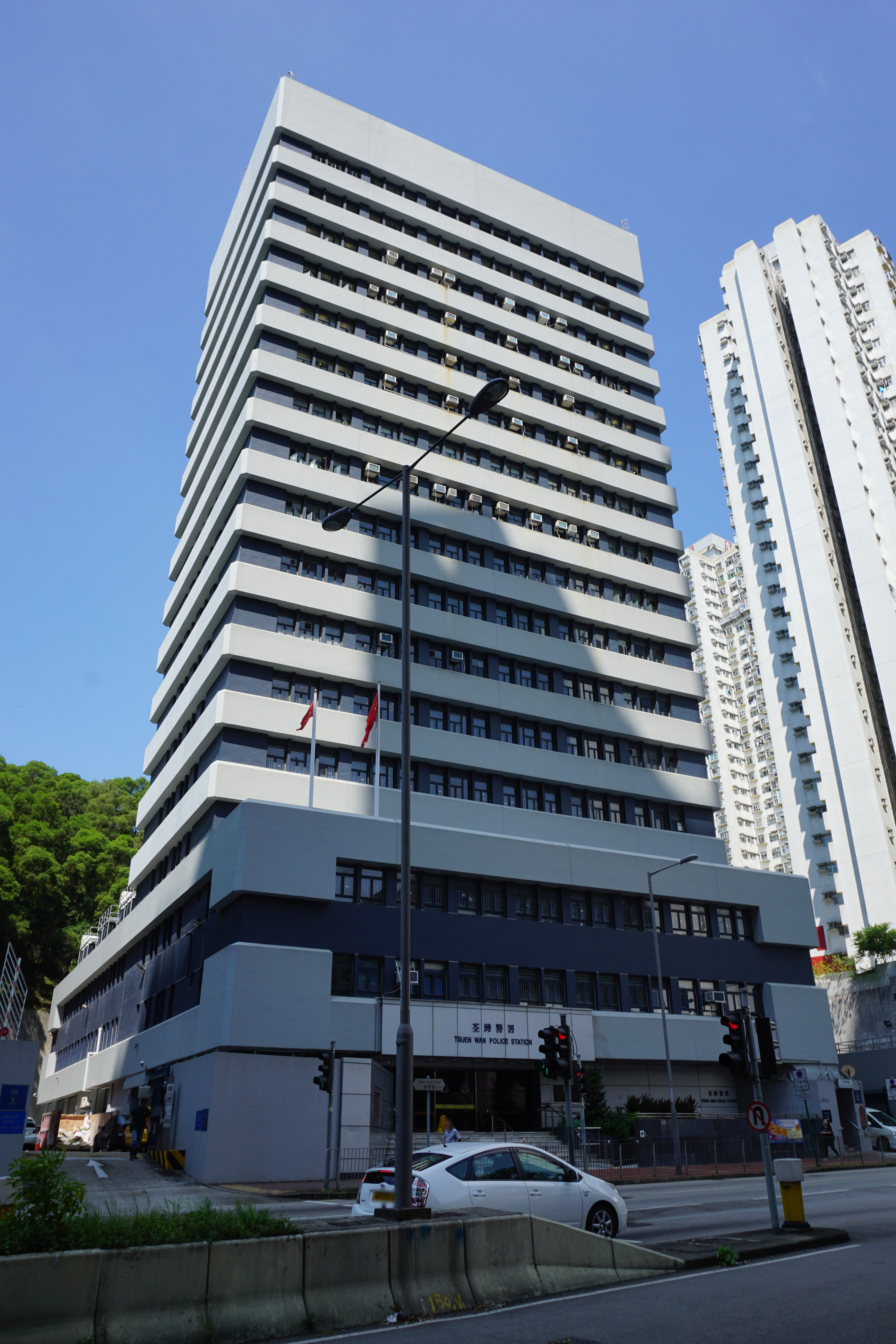
荃灣警署
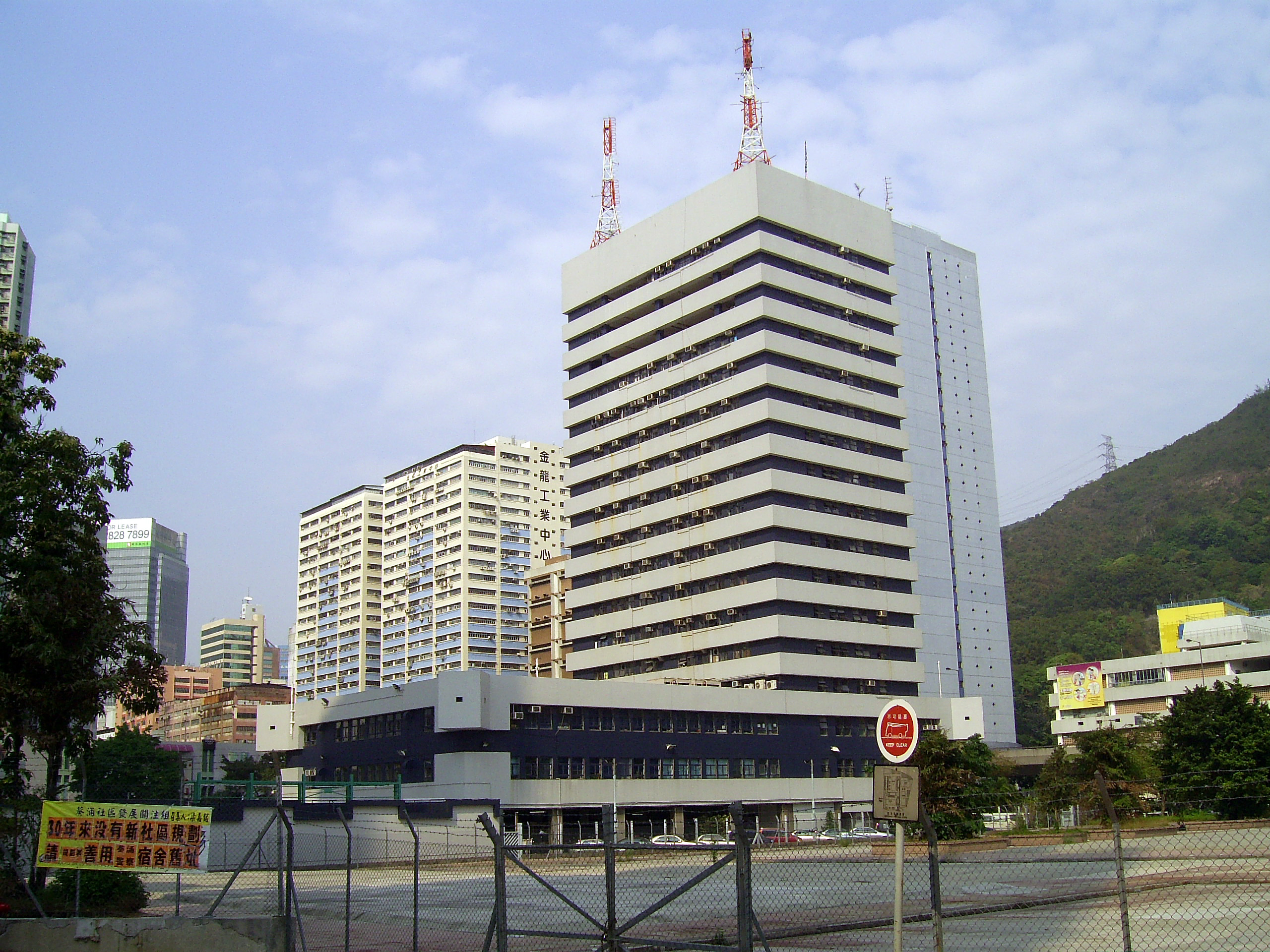
葵涌警署
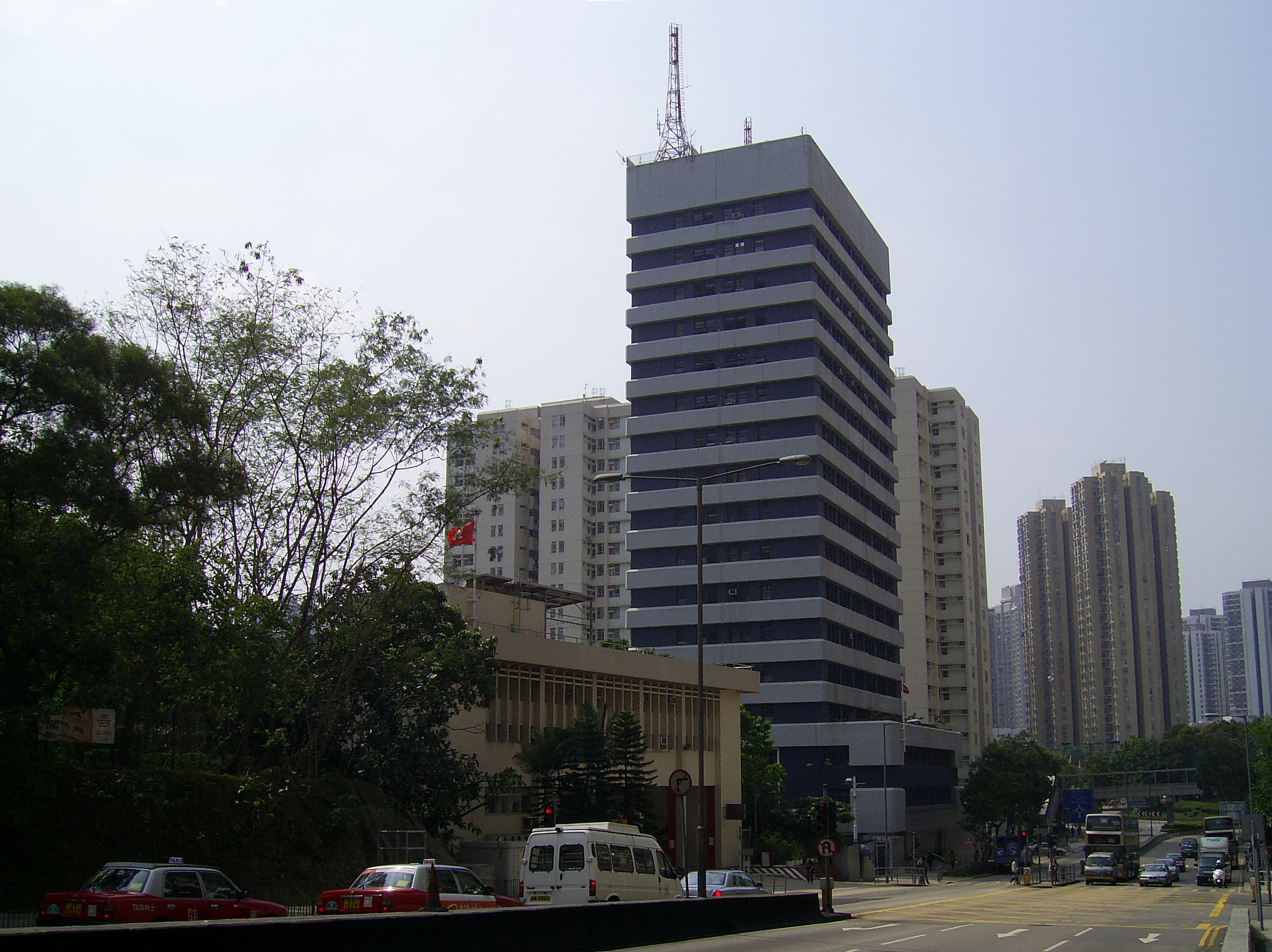
青衣警署
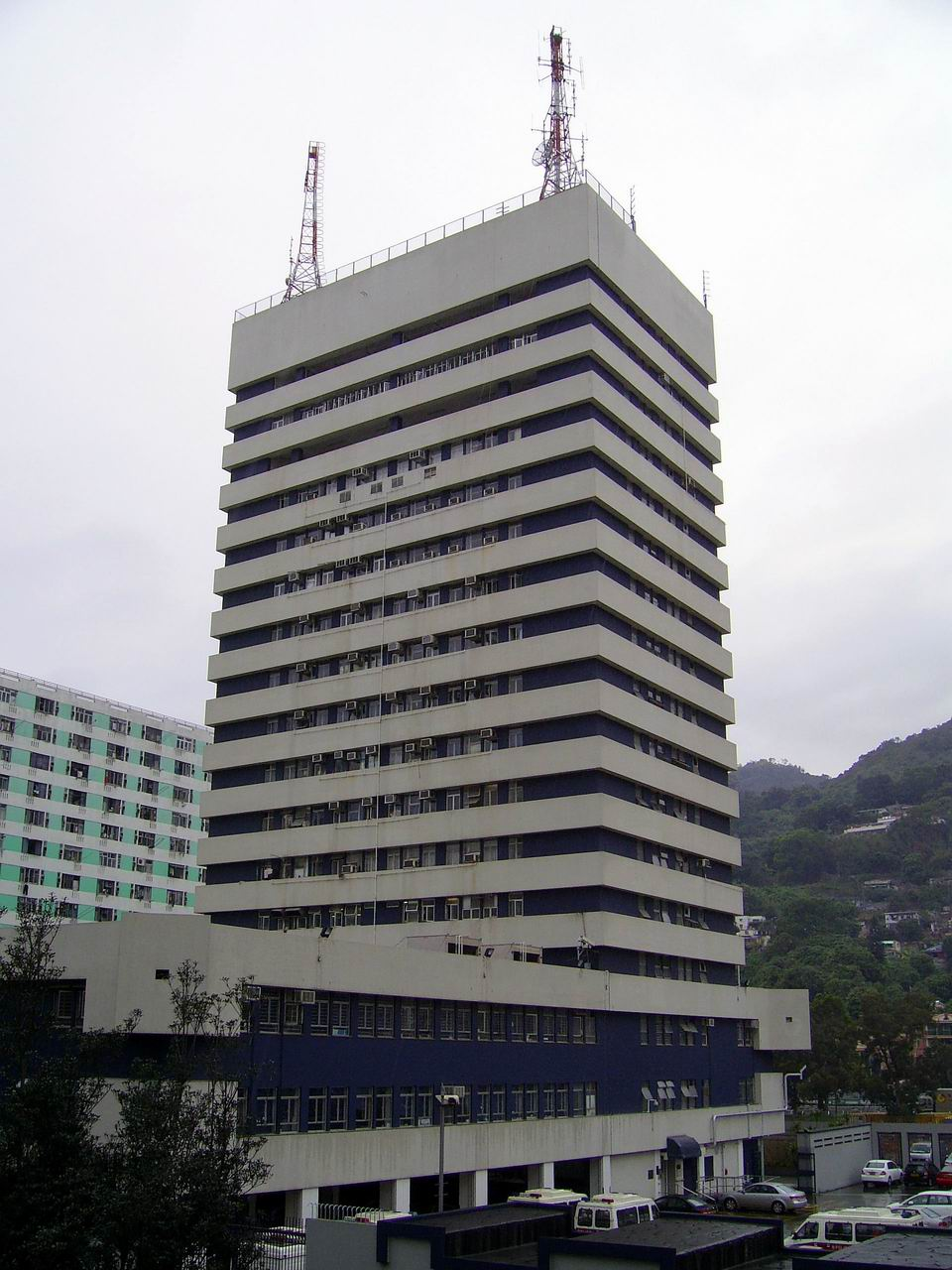
沙田警署
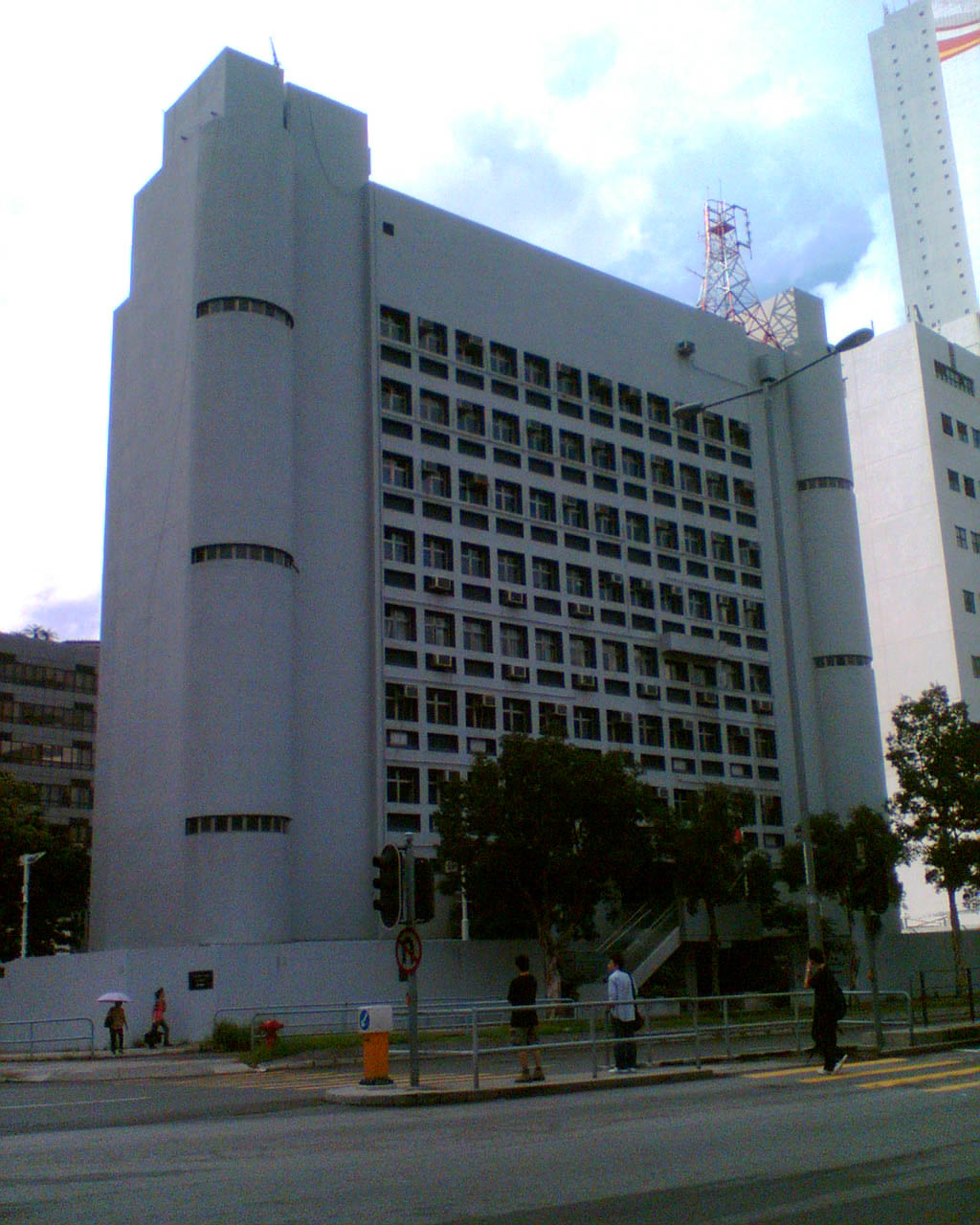
小瀝源行動基地
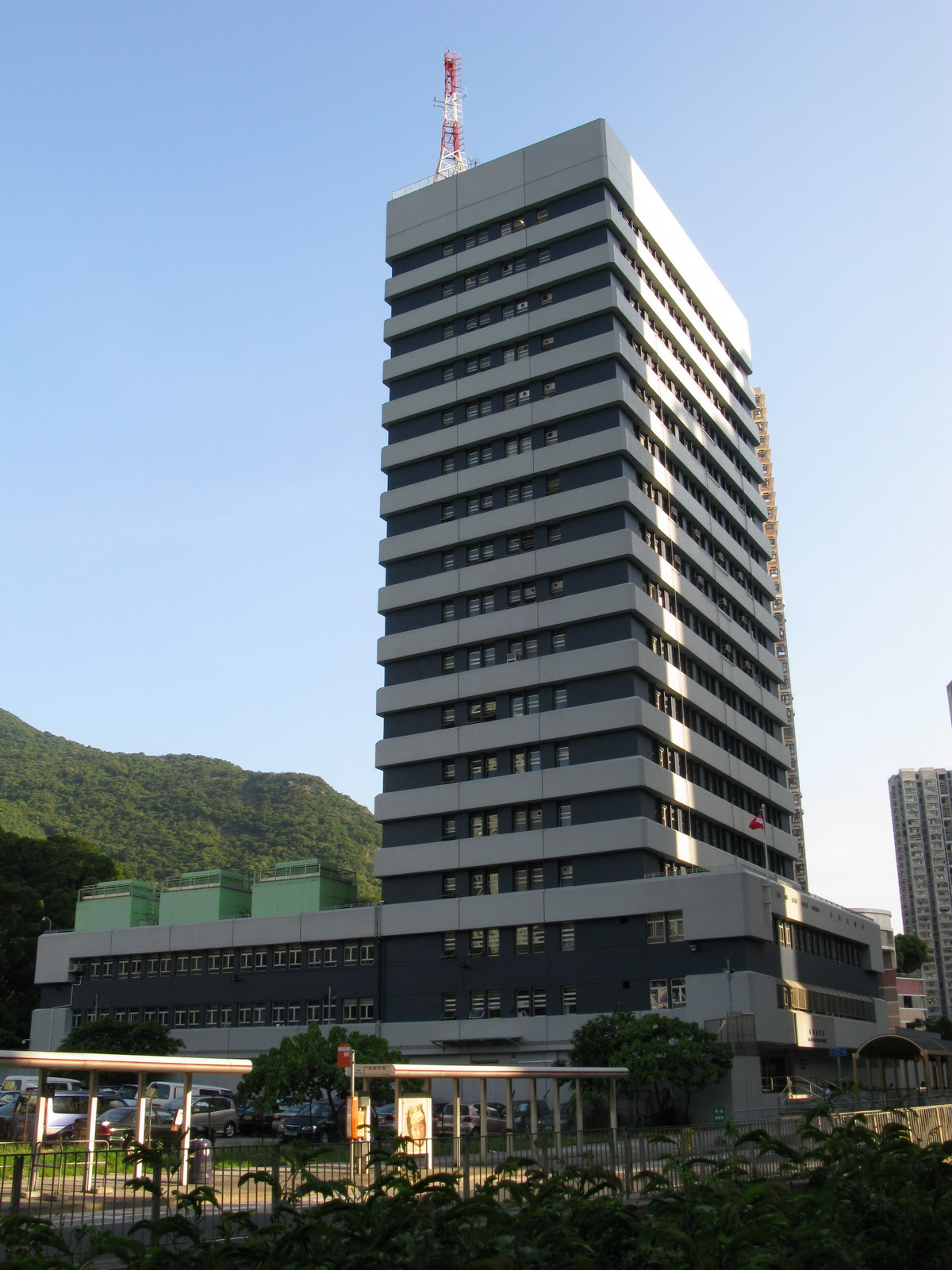
馬鞍山警署
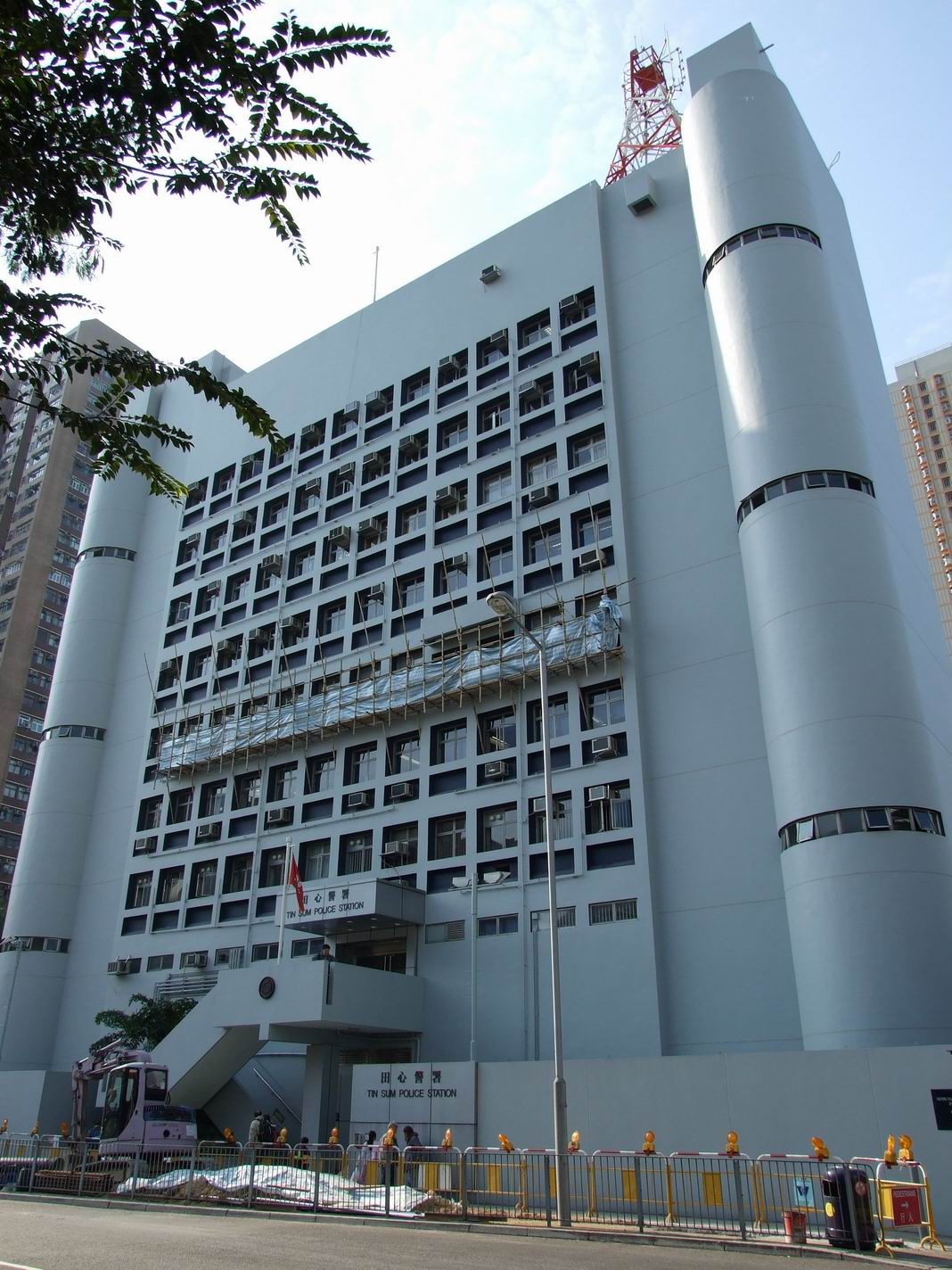
田心警署
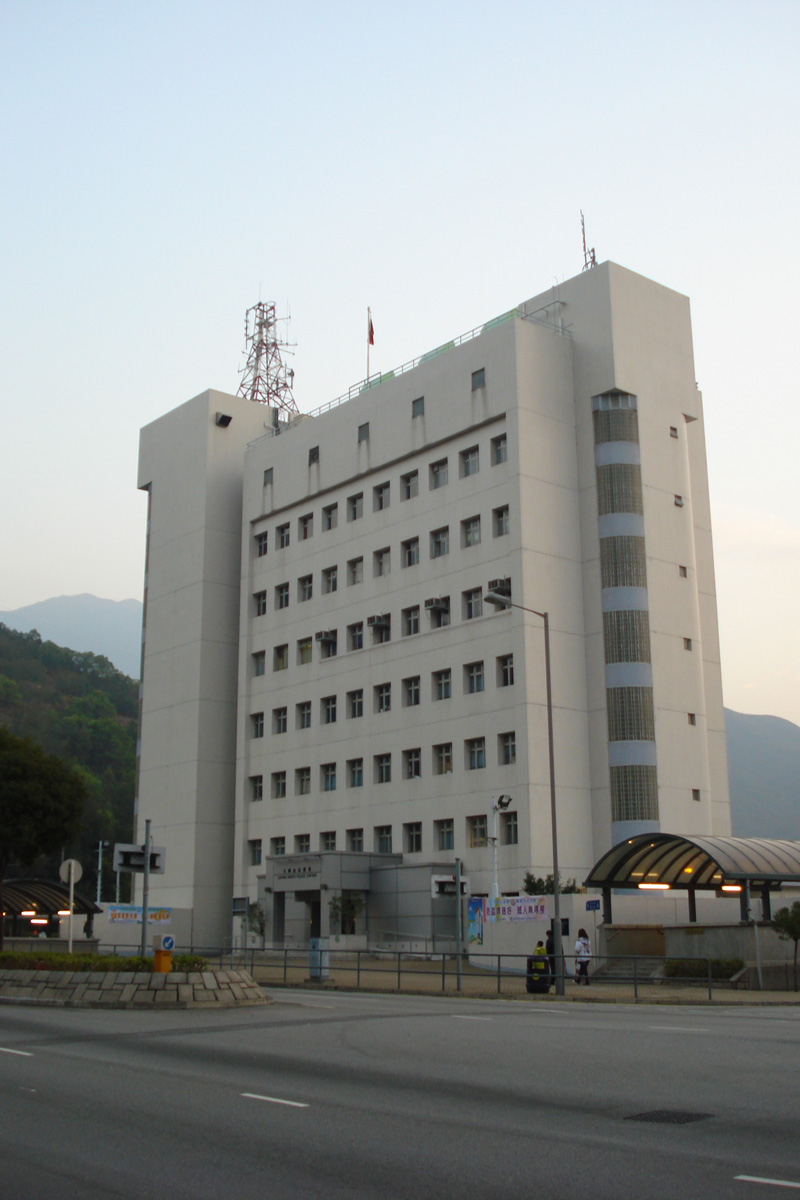
大嶼山北警署

### 水警總區
- 水警總區總部：香港島東區西灣河太康街西灣河東翼碼頭
  - 行政科
  - 行動科
    - 總區指揮及控制中心
    - 後勤組
      - 總區運輸組
      - 總區槍房
      - 練靶場、武器及戰術組

  - 支援科
    - 支援組
    - 海事實務標準組（英文：Sea Standards Division）
    - 輪機組（英文：Engineering Division）

  - 水警訓練學校
  - 小艇分區
  - 水警總區刑事總部
  - 水警港外區
    - 水警東分區：西貢對面海華容路1號
    - 水警北分區：馬料水水警基地[15]
    - 水警西分區：新界青山公路16咪半

  - 水警海港區
    - 水警港口分區：西灣河水警基地
    - 水警南分區：香港仔深灣道28號
    - 長洲分區：為水警總區轄下唯一一個陸上分區，其長洲分區警署位於長洲警署徑4號。
      - 南丫警崗：榕樹灣廣場路20號
      - 坪洲警崗：坪洲永安橫街2C
      - 索罟灣警崗：南丫島索罟灣第二街

## 外部連結
- 警隊架構（页面存档备份，存于）